# The Who
The Who é uma banda de rock inglesa formada em Londres em 1964. Sua formação clássica (1964–1978) consistia no vocalista Roger Daltrey, no guitarrista Pete Townshend, no baixista John Entwistle e no baterista Keith Moon. Eles são considerados uma das bandas de rock mais influentes do século XX. Suas contribuições para a música rock incluem o desenvolvimento de montes de Amplificadores Marshall, grandes sistemas de alto-falantes, o uso de sintetizadores, os estilos de tocar influentes de Entwistle e Moon, o feedback de Townshend e a técnica de guitarra power chords e o desenvolvimento da ópera rock. Eles são citados como influência por muitas bandas de hard rock, punk, power pop e mod. O The Who foi incluído no Hall da Fama do Rock and Roll em 1990.
The Who evoluiu de um grupo anterior, The Detours, e se estabeleceu como parte dos movimentos pop art e mod, apresentando arte autodestrutiva ao destruir guitarras e baterias no palco. Seu primeiro single como The Who, "I Can't Explain" (1965), alcançou o top 10 das paradas do Reino Unido, e foi seguido por uma série de singles de sucesso, incluindo "My Generation" (1965), "Substitute" (1966) e "Happy Jack" (1966). Em 1967, eles se apresentaram no Monterey Pop Festival e lançaram "I Can See for Miles", seu único single entre os dez primeiros nos EUA. O álbum conceitual do grupo de 1969, Tommy, incluiu o single "Pinball Wizard" e foi um sucesso comercial e de crítica.
Outras aparições em festivais em Woodstock e na Ilha de Wight, junto com o álbum Live at Leeds (1970), estabeleceram sua reputação como uma respeitada banda de rock. O sucesso pressionou o compositor principal Townshend, e o sucessor de Tommy, Lifehouse, foi abandonado. Músicas do projeto compuseram o álbum Who's Next (1971), incluindo os sucessos "Won't Get Fooled Again", "Baba O'Riley" e "Behind Blue Eyes". O grupo lançou outro álbum conceitual, Quadrophenia (1973), como uma celebração de suas raízes mod, e supervisionou a adaptação cinematográfica de Tommy (1975). Eles continuaram a fazer turnês para grandes públicos antes de se aposentarem das apresentações ao vivo no final de 1976. O lançamento de Who Are You (1978) foi ofuscado pela morte de Moon logo depois.
Kenney Jones substituiu Moon e o grupo retomou a turnê, e lançou uma adaptação cinematográfica de Quadrophenia e o documentário retrospectivo The Kids Are Alright. Depois que Townshend se cansou do grupo, eles se separaram em 1983. O Who ocasionalmente se reformou para apresentações ao vivo, como Live Aid em 1985, uma turnê de 25º aniversário em 1989 e uma turnê de Quadrophenia em 1996-1997. Uma reunião completa começou em 1999, com o baterista Zak Starkey. Após a morte de Entwistle em 2002, os planos para um novo álbum foram adiados até 2006, com Endless Wire. Desde a morte de Entwistle, o The Who continuou a se apresentar e fazer turnês, mais comumente com Starkey na bateria, Pino Palladino no baixo e o irmão de Pete, Simon Townshend, na segunda guitarra e backing vocals. Em 2019, o grupo lançou o álbum Who e fez turnê com orquestra sinfônica.

## História

### Antecedentes

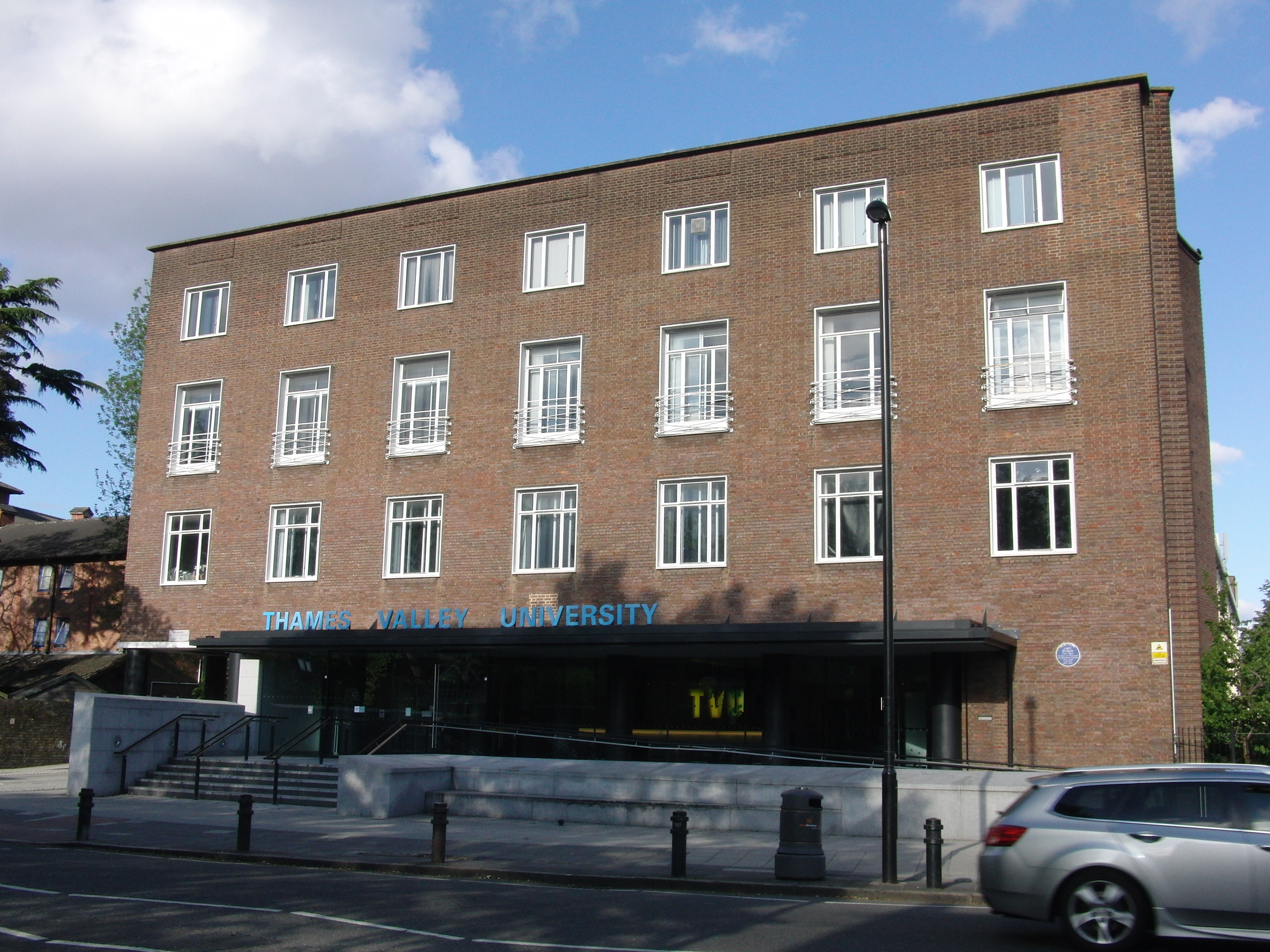
Pete Townshend frequentou o Ealing Art College, no oeste de Londres (foto em 2010), e sua experiência lá contribuiu para a carreira do Who.

Os membros fundadores do The Who, Roger Daltrey, Pete Townshend e John Entwistle, cresceram em Acton, Londres e foram para a Acton County Grammar School. O pai de Townshend, Cliff, tocava saxofone e sua mãe, Betty, havia cantado na divisão de entretenimento da Royal Air Force durante a Segunda Guerra Mundial, e ambos apoiaram o interesse do filho pelo rock and roll. Townshend e Entwistle tornaram-se amigos em seu segundo ano em Acton County e formaram um grupo de jazz tradicional; Entwistle também tocou trompa na Orquestra Sinfônica das Escolas Middlesex. Ambos estavam interessados em rock, e Townshend admirava particularmente o single de estreia de Cliff Richard, "Move It". Entwistle mudou para a guitarra, mas teve dificuldades devido aos seus dedos grandes, e mudou para o baixo ao ouvir o trabalho de guitarra de Duane Eddy . Ele não tinha dinheiro para comprar um baixo e construiu um em casa. Depois de Acton County, Townshend frequentou o Ealing Art College, uma mudança que ele mais tarde descreveu como profundamente influente no curso do The Who.
Daltrey, que estava no ano anterior, mudou-se de Shepherd's Bush para Acton, uma área mais operária. Ele teve problemas para se adaptar à escola e descobriu gangues e rock and roll. Ele foi expulso aos 15 anos e encontrou trabalho em uma construção. Em 1959 ele fundou os Detours, a banda que evoluiria para The Who. A banda fez shows profissionais, como eventos corporativos e de casamento, e Daltrey ficou de olho nas finanças e também na música.
Daltrey avistou Entwistle por acaso na rua carregando um baixo e o recrutou para os Detours. Em meados de 1961, Entwistle sugeriu Townshend como guitarrista,  Daltrey na guitarra base, Entwistle no baixo, Harry Wilson na bateria e Colin Dawson nos vocais. A banda tocou instrumentais de The Shadows e The Ventures, e uma variedade de covers de pop e jazz tradicional. Daltrey era considerado o líder e, segundo Townshend, "administrava as coisas do jeito que queria".  Wilson foi demitido em meados de 1962 e substituído por Doug Sandom, embora fosse mais velho que o resto da banda, casado e um músico mais proficiente, tendo tocado semi-profissionalmente por dois anos.
Dawson saiu depois de discutir frequentemente com Daltrey  e foi brevemente substituído por Gabby Connolly, antes de Daltrey passar para os vocais principais. Townshend, com o incentivo de Entwistle, tornou-se o único guitarrista. Através da mãe de Townshend, o grupo obteve um contrato de gestão com o promotor local Robert Druce,  que começou a contratar a banda como banda de apoio. Os Detours foram influenciados pelas bandas que apoiaram, incluindo Screaming Lord Sutch, Cliff Bennett and the Rebel Rousers, Shane Fenton and the Fentones, e Johnny Kidd & the Pirates. Os Detours estavam particularmente interessados nos Pirates, pois também tinham apenas um guitarrista, Mick Green, que inspirou Townshend a combinar ritmo e guitarra solo em seu estilo. O baixo de Entwistle tornou-se mais um instrumento principal, tocando melodias. Em fevereiro de 1964, os Detours tomaram conhecimento do grupo Johnny Devlin and the Detours e mudaram seu nome. Townshend e seu colega de casa Richard Barnes passaram uma noite considerando nomes, focando em um tema de anúncios de piadas, incluindo "Ninguém" e "o Grupo". Townshend preferia "the Hair", e Barnes gostava de "The Who" porque "tinha um toque pop". Daltrey escolheu "The Who" na manhã seguinte.

### 1964–1978

#### Início de carreira

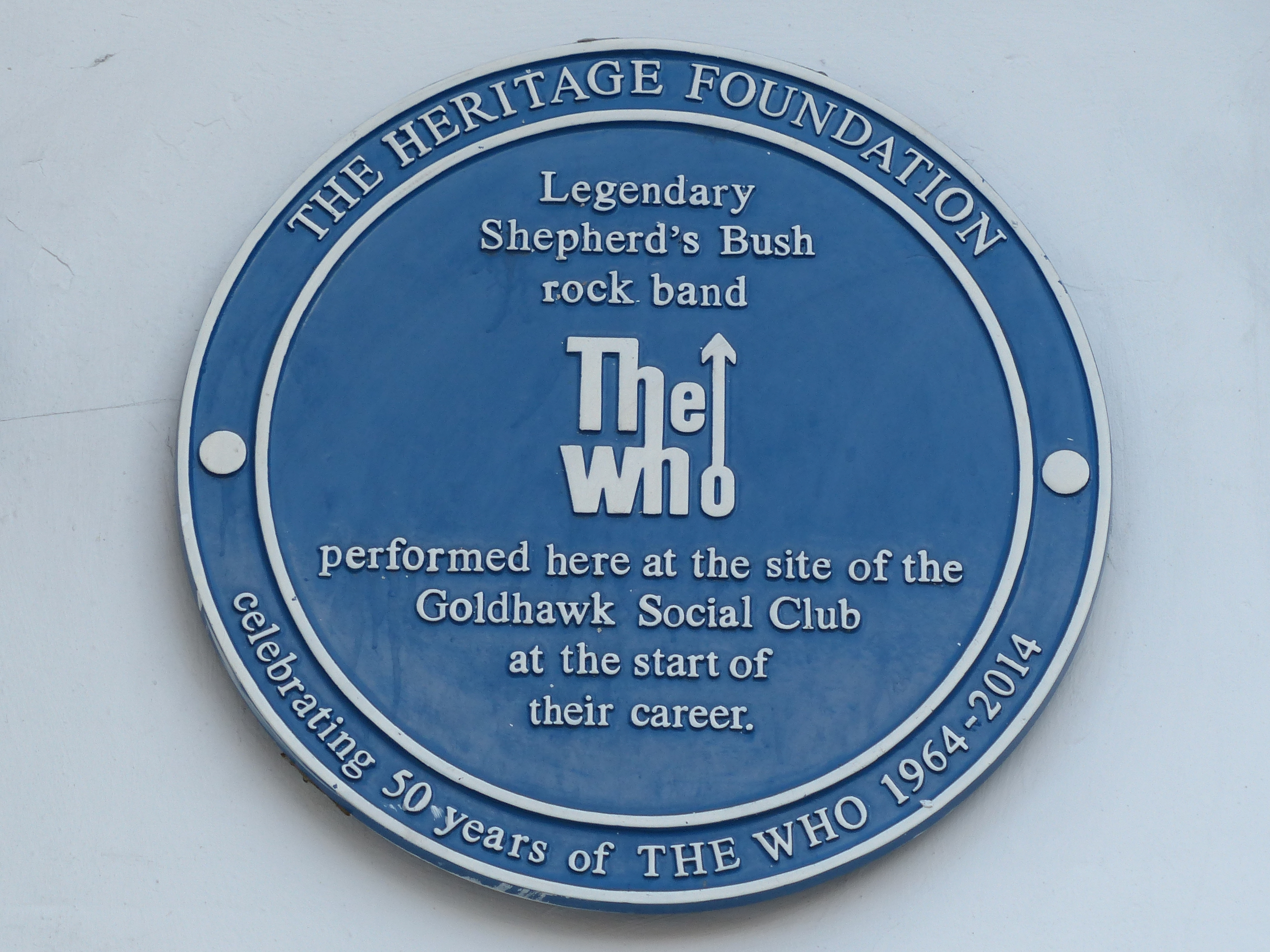
Placa no Goldhawk Social Club em Shepherd's Bush, Londres marcando as primeiras apresentações do Who

Quando os Detours se tornaram The Who, eles já haviam encontrado shows regulares, inclusive no Oldfield Hotel em Greenford, no White Hart Hotel em Acton, no Goldhawk Social Club em Shepherd's Bush e no Notre Dame Hall em Leicester Square. Eles também substituíram Druce como empresário por Helmut Gorden, com quem garantiram uma audição com Chris Parmeinter para a Fontana Records. Parmeinter encontrou problemas com a bateria e, segundo Sandom, Townshend imediatamente se voltou contra ele e ameaçou demiti-lo se seu jeito de tocar não melhorasse imediatamente. Sandom saiu enojado, mas foi persuadido a emprestar seu kit para qualquer substituto ou substituto em potencial. Sandom e Townshend não se falaram novamente por 14 anos.
Durante um show com um baterista substituto no final de abril no Oldfield, a banda conheceu Keith Moon. Moon cresceu em Wembley e toca bateria em bandas desde 1961. Ele estava se apresentando com uma banda semiprofissional chamada Beachcombers e queria tocar em tempo integral. Moon tocou algumas músicas com o grupo, quebrando o pedal do bumbo e rasgando a pele da bateria. A banda ficou impressionada com sua energia e entusiasmo e lhe ofereceu o emprego. Moon se apresentou com os Beachcombers mais algumas vezes, mas as datas entraram em conflito e ele optou por se dedicar ao The Who. The Beachcombers fizeram o teste com Sandom, mas não se impressionaram e não o convidaram para participar.

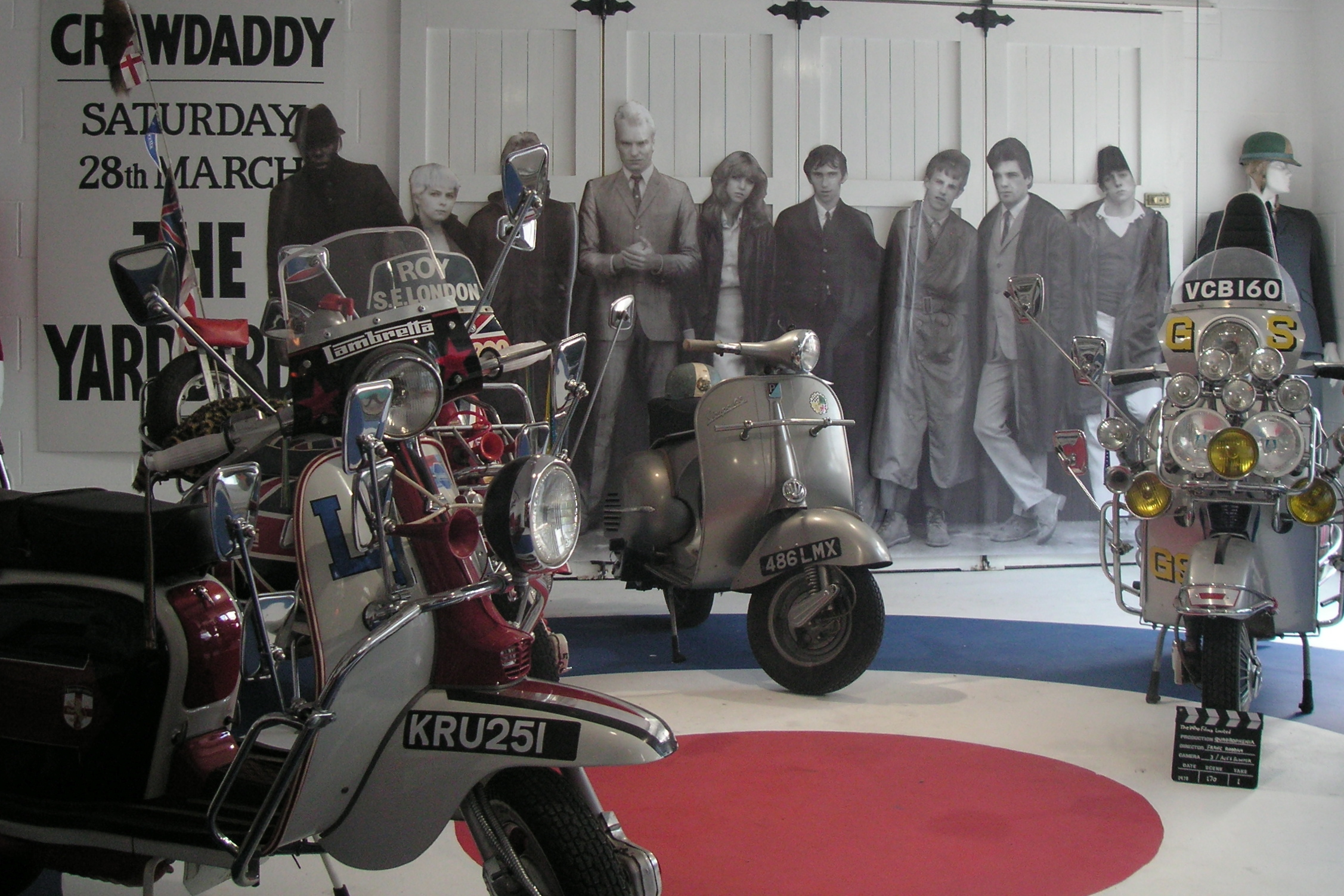
A estética do Who surgiu da subcultura mod com sua alta costura, scooters para transporte e penteados desgrenhados.

O The Who mudou de gerente para Peter Meaden. Ele decidiu que o grupo seria ideal para representar o crescente movimento mod na Grã-Bretanha que envolvia moda, scooters e gêneros musicais como rhythm and blues, soul e jazz moderno. Ele rebatizou o grupo de High Numbers, vestiu-os com roupas modernas, garantiu uma segunda audição mais favorável com Fontana e escreveu as letras de ambos os lados do single "Zoot Suit"/"I'm the Face" para apelar para mods. A música de "Zoot Suit" era "Misery" do Dynamics, e "I'm the Face" emprestada de "I Got Love If You Want It" de Slim Harpo. Embora Meaden tenha tentado promover o single, ele não conseguiu alcançar o top 50 e a banda voltou a se chamar The Who. O grupo – nenhum deles tocou seus instrumentos convencionalmente – começaram a melhorar sua imagem cênica; Daltrey começou a usar o cabo do microfone como chicote no palco e ocasionalmente saltava no meio da multidão; Moon jogou baquetas para o alto no meio da batida; Townshend imitou metralhar a multidão com sua guitarra enquanto pulava no palco e tocava guitarra com um movimento rápido de girar os braços, ou ficava com os braços erguidos permitindo que sua guitarra produzisse feedback em uma postura chamada de "Homem Pássaro".
Meaden foi substituído como empresário por dois cineastas, Kit Lambert e Chris Stamp. Eles estavam procurando por um grupo de rock jovem e independente sobre o qual pudessem fazer um filme, e tinham visto a banda no Railway Hotel em Wealdstone, que se tornou um local regular para eles. Lambert se relacionou com Townshend e sua formação na escola de artes, e o encorajou a escrever canções. Em agosto, Lambert e Stamp fizeram um filme promocional apresentando o grupo e seu público na Ferrovia. A banda mudou seu set para soul, rhythm and blues e covers da Motown, e criou o slogan "Maximum R&B".
Em junho de 1964, durante uma apresentação no Railway, Townshend acidentalmente quebrou a cabeça de seu violão no teto baixo do palco. Irritado com as risadas do público, ele quebrou o instrumento no palco, pegou outro violão e continuou o show. Na semana seguinte, o público estava ansioso para ver uma repetição do evento. Moon obedeceu chutando sua bateria, e a arte autodestrutiva se tornou uma característica do set ao vivo do The Who.

#### Primeiros singles eMy Generation

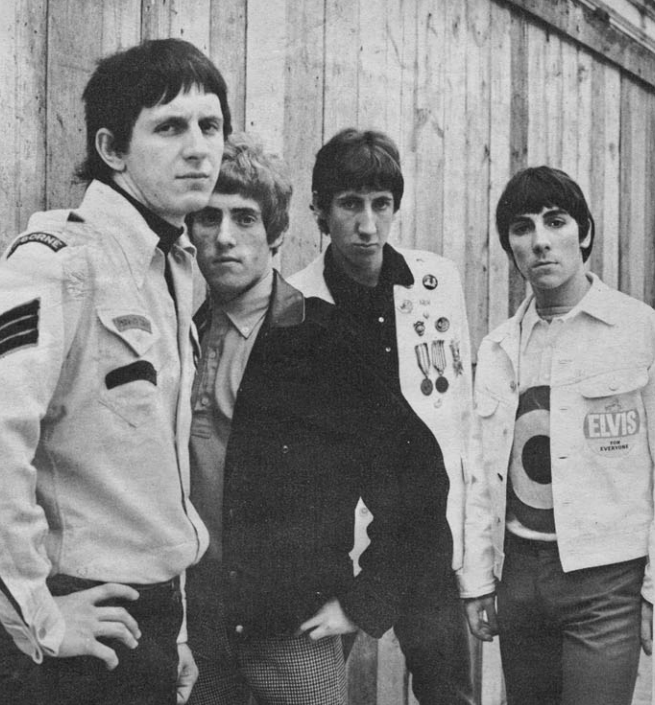
Foto promocional do Who, 1965

Em 1964, The Who estava se tornando popular no Marquee Club de Londres, e uma crítica entusiasmada de seu show ao vivo apareceu no Melody Maker. Lambert e Stamp atraíram a atenção do produtor americano Shel Talmy, que havia produzido The Kinks. Townshend escreveu uma música, "I Can't Explain", que soava deliberadamente como os Kinks para atrair a atenção de Talmy. Talmy viu o grupo nos ensaios e ficou impressionado. Ele os assinou com sua produtora, e vendeu a gravação para o braço norte-americano da Decca Records, o que significou que os primeiros singles do grupo foram lançados na Grã-Bretanha pela Brunswick Records, um dos selos da Decca do Reino Unido para artistas norte-americanos. "I Can't Explain" foi gravado no início de novembro de 1964 no Pye Studios em Marble Arch com a Ivy League nos backing vocals, e Jimmy Page tocou guitarra fuzz no lado B, "Bald Headed Woman".
"I Can't Explain" tornou-se popular em estações de rádio piratas, como a Rádio Caroline. A rádio pirata era importante para as bandas, pois não havia estações de rádio comerciais no Reino Unido e a BBC Radio tocava pouca música pop. O grupo ganhou ainda mais exposição quando apareceu no programa de televisão Ready Steady Go! Lambert e Stamp foram encarregados de encontrar "adolescentes típicos" e convidaram o público regular do grupo do Goldhawk Social Club. A recepção entusiástica na televisão e a exibição regular em rádios piratas ajudaram o single a subir lentamente nas paradas no início de 1965, até atingir o top 10. No início de 1965, The Who fez sua primeira aparição no programa musical de televisão Top of the Pops, no Dickenson Road Studios da BBC em Manchester, com "I Can't Explain".
O single seguinte, "Anyway, Anyhow, Anywhere", de Townshend e Daltrey, apresenta ruídos de guitarra como deslizamento de palheta, alternância e feedback, que era tão pouco convencional que foi inicialmente rejeitado pelos EUA. O single alcançou o top 10 no Reino Unido e foi usada como música tema de Ready Steady Go!
A transição para uma banda criadora de sucessos com material original, incentivada por Lambert, não agradou a Daltrey, e uma sessão de gravação de covers de R&B não foi lançada. Os The Who também não eram amigos íntimos, exceto Moon e Entwistle, que gostavam de visitar juntos boates no West End de Londres. O grupo passou por momentos difíceis durante uma turnê pela Dinamarca em setembro, que culminou com Daltrey jogando as anfetaminas de Moon no vaso sanitário e agredindo-o. Imediatamente ao retornar à Grã-Bretanha, Daltrey foi demitido, mas foi reintegrado com a condição de que o grupo se tornasse uma democracia sem sua liderança dominante. Nessa época, o grupo convocou Richard Cole como roadie.
O próximo single, "My Generation", foi lançado em outubro. Townshend a escreveu como um blues lento, mas depois de várias tentativas frustradas, ela foi transformada em uma música mais poderosa com um solo de baixo de Entwistle. A música usou truques como gagueira vocal para simular a fala de um mod viciado em anfetaminas e duas mudanças de tom. Townshend insistiu em entrevistas que a letra "Espero morrer antes de envelhecer" não deveria ser interpretada literalmente. Atingindo o nº 2, "My Generation" é o single de maior sucesso do grupo no Reino Unido. O álbum de estreia My Generation foi lançado no final de 1965. Entre o material original de Townshend, incluindo a faixa-título e "The Kids Are Alright", o álbum traz vários covers de James Brown da sessão do início daquele ano que Daltrey preferiu.
Depois de My Generation, The Who desentendeu-se com Talmy, o que significou um fim abrupto de seu contrato de gravação. A acrimônia legal resultante fez com que Talmy detivesse os direitos das fitas master, o que impediu que o álbum fosse relançado até 2002. O Who assinou contrato com o selo de Robert Stigwood, Reaction, e lançou "Substitute". Townshend disse que escreveu a música sobre crise de identidade e como uma paródia de "19th Nervous Breakdown" dos Rolling Stones. Foi o primeiro single a trazê-lo tocando um violão acústico de doze cordas. Talmy entrou com uma ação legal sobre o lado B, " Instant Party ", e o single foi retirado. Um novo lado B, "Waltz for a Pig", foi gravado pela Graham Bond Organization sob o pseudônimo de "The Who Orchestra".
Em 1966, o The Who lançou "I'm a Boy", sobre um menino vestido de menina, retirado de uma coleção abortada de canções chamada Quads; "Happy Jack"; e um EP, Ready Steady Who, que combinava com suas aparições regulares no Ready Steady Go! O grupo continuou a ter conflitos; em 20 de maio, Moon e Entwistle se atrasaram para um show por estarem no Ready Steady Go! definido com Bruce Johnston dos Beach Boys. Durante "My Generation", Townshend atacou Moon com sua guitarra; Moon sofreu um olho roxo e hematomas, e ele e Entwistle deixaram a banda, mas mudaram de ideia e voltaram uma semana depois. Moon continuou procurando outro trabalho, e Jeff Beck o fez tocar bateria em sua música "Beck's Bolero" (com Page, John Paul Jones e Nicky Hopkins) porque ele estava "tentando tirar Keith do Who".

#### A Quick OneeThe Who Sell Out

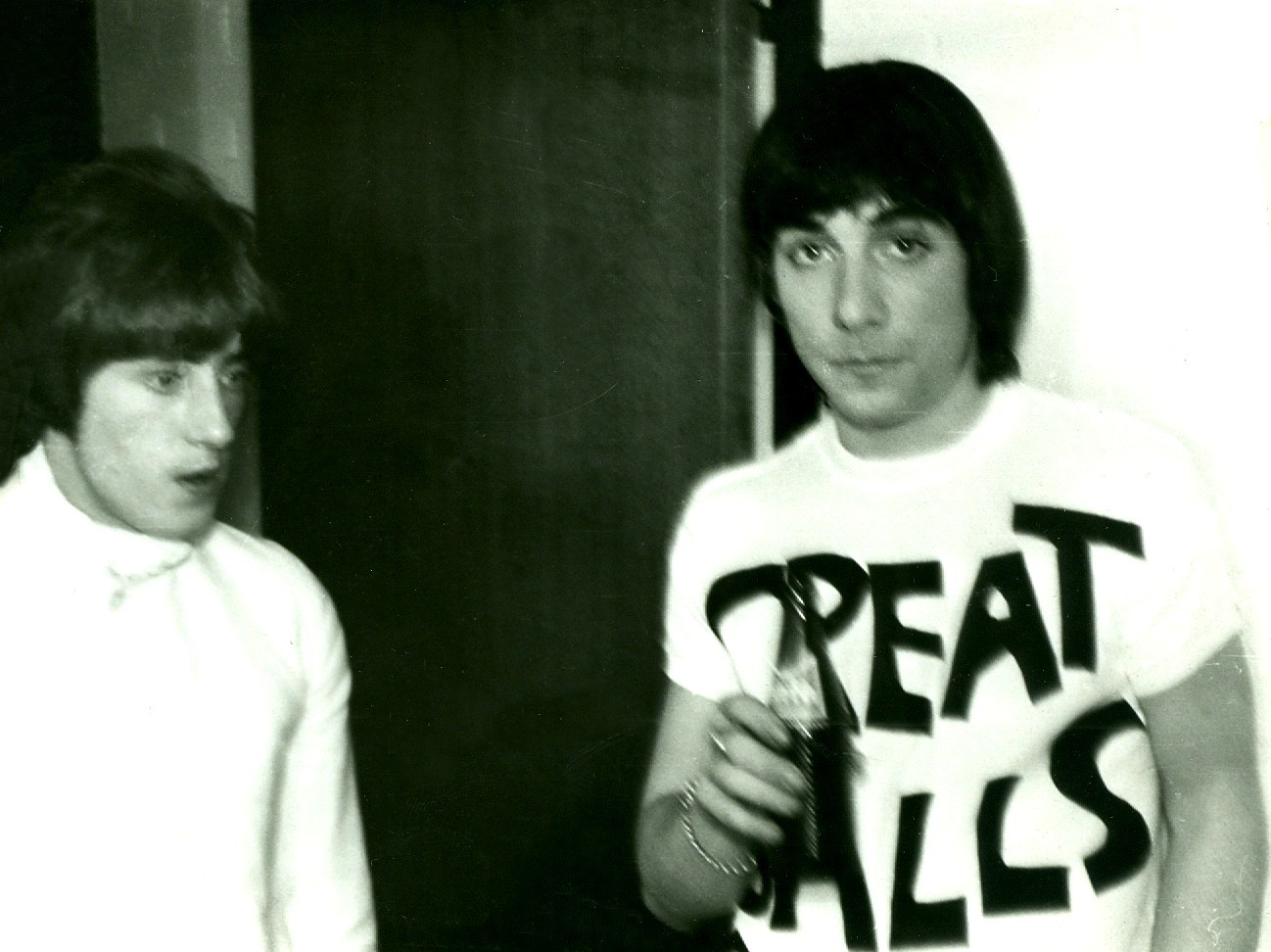
Roger Daltrey (esquerda) e Keith Moon, 1967

Para aliviar a pressão financeira sobre a banda, Lambert fechou um acordo de composição que exigia que cada membro escrevesse duas músicas para o próximo álbum. Entwistle contribuiu com "Boris the Spider" e "Whiskey Man" e encontrou um papel de nicho como segundo compositor. A banda descobriu que precisava preencher dez minutos extras, e Lambert encorajou Townshend a escrever uma peça mais longa, "A Quick One, While He's Away". O conjunto de fragmentos de música é sobre uma garota que tem um caso enquanto seu amante está fora, mas acaba sendo perdoada. O álbum foi intitulado A Quick One (Happy Jack nos EUA), e alcançou a posição N° 4 nas paradas do Reino Unido. Foi seguido em 1967 pelo single "Pictures of Lily" no Top 5 do Reino Unido.
Em 1966, Ready Steady Go! havia terminado, o movimento mod estava ficando fora de moda e o Who se viu competindo no circuito londrino com grupos como Cream e Jimi Hendrix Experience. Lambert e Stamp perceberam que o sucesso comercial nos EUA era fundamental para o futuro do grupo e fecharam um acordo com o promotor Frank Barsalona para um pequeno pacote turístico em Nova York. As performances do grupo, que ainda envolviam quebrar guitarras e bater na bateria, foram bem recebidas, e levaram à sua primeira grande aparição nos Estados Unidos no Monterey Pop Festival. O grupo, especialmente Moon, não gostava do movimento hippie e pensou que sua violenta apresentação no palco contrastaria fortemente com a atmosfera pacífica do festival. Hendrix também estava presente e também quebraria sua guitarra no palco. Townshend abusou verbalmente de Hendrix e o acusou de roubar sua atuação, e a dupla discutiu sobre quem deveria subir ao palco primeiro, com The Who vencendo a discussão. The Who trouxe equipamentos alugados para o festival; Hendrix despachou seu equipamento regular de turnê da Grã-Bretanha, incluindo uma pilha de Amplificadores Marshall. Segundo o biógrafo Tony Fletcher, Hendrix soava "muito melhor do que Who, era constrangedor". A aparição do Who em Monterey deu-lhes reconhecimento nos Estados Unidos, e "Happy Jack" alcançou o top 30.
O grupo seguiu Monterey com uma turnê pelos EUA apoiando Herman's Hermits. The Hermits era uma banda pop simples e gostava de drogas e piadas. Eles se relacionaram com Moon, que ficou animado ao saber que era legal comprar cherry bombs no Alabama. Moon adquiriu a reputação de destruir quartos de hotel durante a turnê, com um interesse particular em explodir banheiros. Entwistle disse que a primeira bomba cereja que eles tentaram "abriu um buraco na mala e na cadeira". Moon relembrou sua primeira tentativa de jogar um no vaso sanitário: "[Toda] aquela porcelana voando pelo ar foi inesquecível. Nunca imaginei que a dinamite fosse tão poderosa." Depois de um show em Flint, Michigan, no aniversário de 21 anos de Moon, em 23 de agosto de 1967, a comitiva causou danos de US$ 24.000 no hotel, e Moon quebrou um de seus dentes da frente. Daltrey disse mais tarde que a turnê aproximou a banda e, como banda de abertura, eles poderiam aparecer e fazer um pequeno show sem grandes responsabilidades.

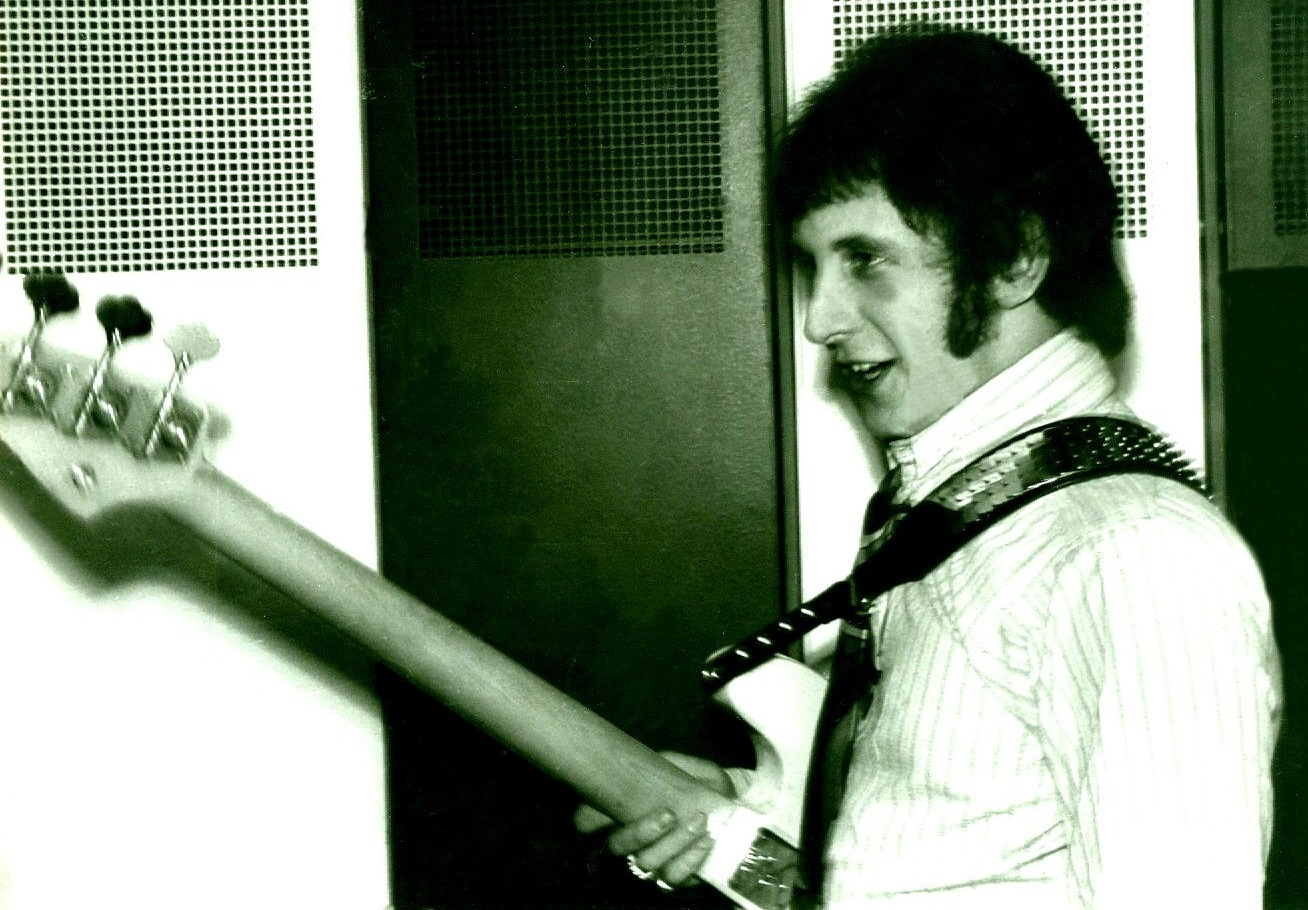
John Entwistle nos bastidores em 1967

Após a turnê do Hermits, o The Who gravou seu próximo single, "I Can See for Miles", que Townshend havia escrito em 1966, mas evitou gravar até ter certeza de que poderia ser bem produzido. Townshend chamou-o de "o disco definitivo do Who", e ficou desapontado por ter alcançado apenas o N° 10 no Reino Unido. Tornou-se o single mais vendido nos EUA, alcançando a posição N° 9. O grupo excursionou pelos EUA novamente com Eric Burdon and the Animals, incluindo uma aparição no The Smothers Brothers Comedy Hour, imitando "I Can See For Miles" e "My Generation". Moon subornou um ajudante de palco para colocar explosivos em sua bateria, que a carregou com dez vezes a quantidade esperada. A detonação resultante jogou Moon para fora do suporte da bateria e seu braço foi cortado por um pedaço voador de um prato. O cabelo de Townshend foi chamuscado e sua orelha esquerda zumbiu, e uma câmera e um monitor de estúdio foram destruídos.
O próximo álbum foi The Who Sell Out – um álbum conceitual em homenagem às rádios piratas, que foram proibidas em agosto de 1967 pelo Marine Broadcasting Offenses Act 1967. Incluía jingles humorísticos e comerciais simulados entre as músicas, uma mini ópera rock chamada "Rael" e "I Can See For Miles". O Who declarou-se um grupo de pop art e, portanto, via a publicidade como uma forma de arte; eles gravaram uma grande variedade de anúncios de rádio, como de milkshakes enlatados e da American Cancer Society, desafiando o crescente ethos anticonsumista da contracultura hippie. Townshend afirmou: "Não mudamos fora do palco. Vivemos a pop art." Mais tarde naquele ano, Lambert e Stamp formaram uma gravadora, Track Records, com distribuição pela Polydor. Além de assinar com Hendrix, Track se tornou a marca de toda a produção do Who's UK até meados da década de 1970.
O grupo começou 1968 fazendo uma turnê pela Austrália e Nova Zelândia com os Small Faces. Os grupos tiveram problemas com as autoridades locais e o New Zealand Truth os chamou de "sujos, fedorentos e sem esperança de beber álcool". Após um incidente ocorrido em um voo para Sydney, a banda foi brevemente presa em Melbourne e depois forçada a deixar o país; O primeiro-ministro John Gorton enviou um telegrama ao The Who dizendo-lhes para nunca mais voltarem à Austrália. O The Who não retornaria à Austrália novamente até 2004. Eles continuaram a fazer turnê pelos EUA e Canadá durante a primeira metade do ano.

#### Tommy, Woodstock, Isle of Wight eLive at Leeds
Em 1968, o The Who começou a atrair a atenção da imprensa underground. Townshend parou de usar drogas e se interessou pelos ensinamentos de Meher Baba. Em agosto, ele deu uma entrevista ao editor da Rolling Stone, Jann Wenner, descrevendo em detalhes o enredo de um projeto de novo álbum e sua relação com os ensinamentos de Baba. O álbum passou por vários nomes durante a gravação, incluindo Deaf Dumb and Blind Boy e Amazing Journey; Townshend escolheu Tommy para o álbum sobre a vida de um menino surdo, mudo e cego e sua tentativa de se comunicar com outras pessoas. Algumas músicas, como "Welcome" e "Amazing Journey", foram inspiradas nos ensinamentos de Baba, e outras vieram de observações dentro da banda. "Sally Simpson" é sobre um fã que tentou subir no palco em um show dos Doors ao qual compareceram e "Pinball Wizard" foi escrito para que o jornalista do New York Times Nik Cohn, um entusiasta de pinball, desse o álbum uma boa revisão. Townshend disse mais tarde: "Eu queria que a história de Tommy tivesse vários níveis... um nível de singles de rock e um nível de conceito maior", contendo a mensagem espiritual que ele queria, além de ser divertido. O álbum foi projetado para ser lançado no Natal de 1968 mas a gravação foi interrompida depois que Townshend decidiu fazer um álbum duplo para cobrir a história com profundidade suficiente.

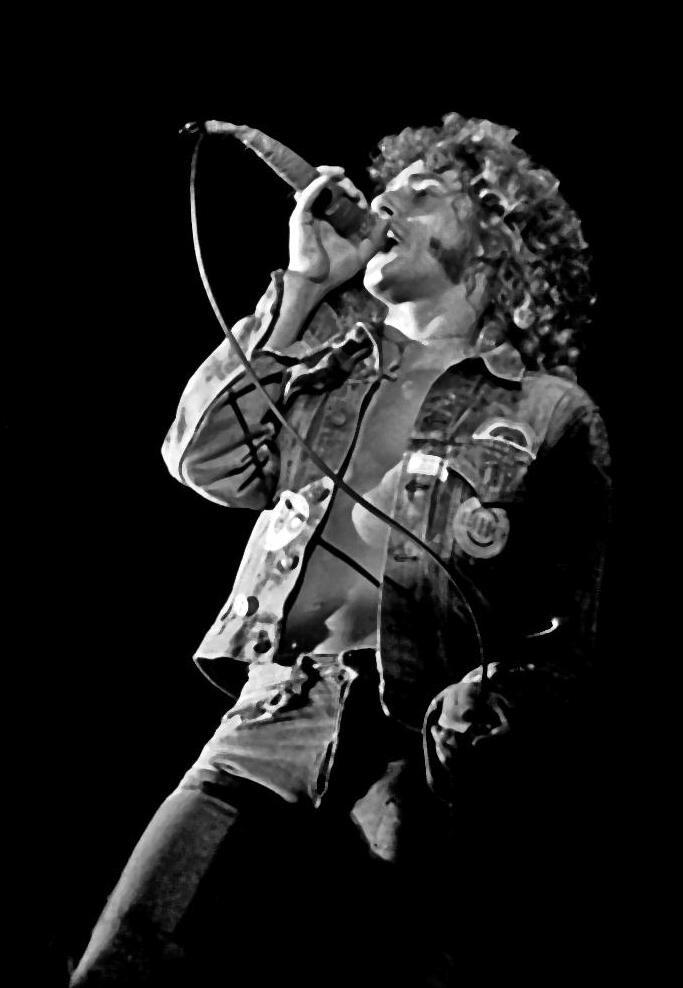
Na época em que o Who estava em turnê comTommy, a imagem de Daltrey no palco havia mudado para incluir cabelos longos e camisas abertas.

No final do ano, 18 meses de turnê resultaram em uma banda ao vivo bem ensaiada e compacta, o que ficou evidente quando eles tocaram "A Quick One While He's Away" no especial de televisão do The Rolling Stones Rock and Roll Circus. Os Stones consideraram sua própria performance sem brilho e o projeto nunca foi transmitido. O The Who não lançava um álbum há mais de um ano, e não havia concluído a gravação de Tommy, que continuou até 1969, intercalada com shows nos finais de semana. Lambert foi uma figura chave para manter o grupo focado e concluir o álbum, e digitou um roteiro para ajudá-los a entender a história e como as músicas se encaixavam.
O álbum foi lançado em maio com o single que o acompanha, "Pinball Wizard", uma apresentação de estreia no Ronnie Scott's, e uma turnê, tocando a maior parte do novo álbum ao vivo. Tommy vendeu 200.000 cópias nos Estados Unidos nas primeiras duas semanas, e foi um sucesso de crítica, Life dizendo, "por puro poder, invenção e brilho de desempenho, Tommy supera qualquer coisa que já saiu de um estúdio de gravação". Melody Maker declarou: "Certamente o Who é agora a banda contra a qual todos os outros serão julgados.'' Daltrey melhorou significativamente como cantor e estabeleceu um modelo para cantores de rock na década de 1970, deixando seu cabelo crescer e vestindo camisas abertas no palco. Townshend começou a usar macacão e sapatos Doctor Martens.
Em agosto, The Who se apresentou no Festival de Woodstock, apesar de relutante e exigindo US$ 13 mil adiantados. O grupo estava programado para aparecer na noite de sábado, 16 de agosto, mas o festival atrasou e eles só subiram ao palco às 5h. sou domingo; eles tocaram a maior parte de Tommy. Durante sua apresentação, a líder do Yippie, Abbie Hoffman, interrompeu o set para fazer um discurso político sobre a prisão de John Sinclair; Townshend o chutou para fora do palco, gritando: "Foda-se a porra do meu palco!". Durante "See Me, Feel Me", o sol nasceu quase como se fosse uma deixa; Entwistle disse mais tarde: "Deus era nosso homem de iluminação". No final, Townshend jogou seu violão para o público. O set foi gravado e filmado profissionalmente, e partes aparecem no filme de Woodstock, The Old Gray Whistle Test e The Kids Are Alright.
Woodstock foi considerado culturalmente significativo, mas o The Who criticou o evento. Roadie John "Wigie" Wolff, que providenciou o pagamento da banda, descreveu-o como "uma bagunça". Daltrey declarou-o como "o pior show que [eles] já fizeram" e Townshend disse: "Achei que toda a América tivesse enlouquecido". Uma aparição mais agradável veio algumas semanas depois no Festival da Ilha de Wight de 1969, na Inglaterra, que Townshend descreveu como "um grande show para" a banda. De acordo com Townshend, no final do show na Ilha de Wight o campo estava coberto de lixo deixado pelos fãs (que os roadies da banda ajudaram a limpar), o que inspirou a frase "Teenage Wasteland" de seu single "Baba O'Riley".

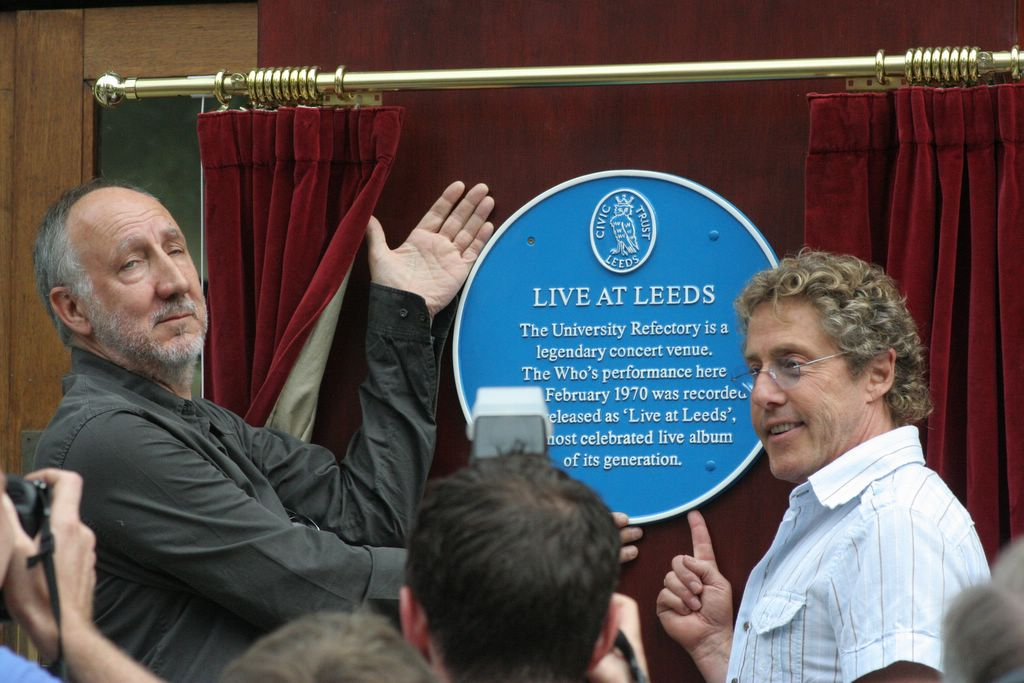
Townshend e Daltrey inaugurando uma blue plaque na Universidade de Leeds, onde Live at Leeds foi gravado em 1970

Em 1970, o The Who era amplamente considerado uma das melhores e mais populares bandas de rock ao vivo; Chris Charlesworth descreveu seus shows como "levando a uma espécie de nirvana do rock com o qual a maioria das bandas só pode sonhar". Eles decidiram que um álbum ao vivo ajudaria a demonstrar o quão diferente o som de seus shows era do de Tommy, e começaram a ouvir as horas de gravações que haviam acumulado. Townshend hesitou diante da perspectiva de fazê-lo e exigiu que todas as fitas fossem queimadas. Em vez disso, eles agendaram dois shows, um em Leeds no dia 14 de fevereiro e outro em Hull no dia seguinte, com a intenção de gravar um álbum ao vivo. Problemas técnicos do show em Hull resultaram na utilização do show em Leeds, que se tornou Live at Leeds. O álbum é visto por vários críticos, incluindo The Independent, The Telegraph e a BBC, como um dos melhores álbuns de rock ao vivo de todos os tempos.
A turnê Tommy incluiu shows em casas de ópera europeias e viu o The Who se tornar a primeira banda de rock a tocar no Metropolitan Opera House em Nova York. Em março, The Who lançou o hit top 20 no Reino Unido "The Seeker", dando continuidade ao tema de lançamento de singles separados dos álbuns. Townshend escreveu a música para homenagear o homem comum, em contraste com os temas de Tommy. A turnê incluiu sua segunda aparição no Isle of Wight Festival. Com um público recorde na Inglaterra, que o Guinness World Records estimou entre 600.000 e 700.000 pessoas, o Who começou seu show às 2h do domingo, 30 de agosto.

#### LifehouseeWho's Next

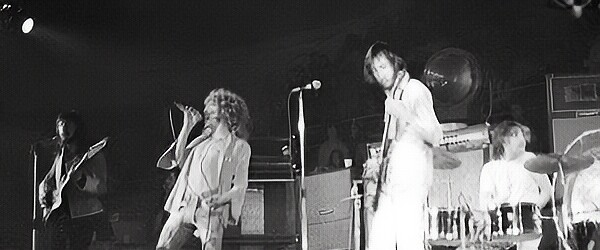
The Who no Coliseu, Charlotte, Carolina do Norte, 20 de novembro de 1971

Tommy garantiu o futuro do Who e os tornou milionários. O grupo reagiu de maneiras diferentes – Daltrey e Entwistle viviam confortavelmente, Townshend ficava envergonhado com sua riqueza, que ele sentia estar em desacordo com os ideais de Meher Baba, e Moon gastava levianamente.
Durante o final de 1970, Townshend planejou uma continuação, Tommy: Lifehouse, que seria um projeto multimídia que simbolizava o relacionamento entre um artista e seu público. Ele desenvolveu ideias em seu estúdio caseiro, criando camadas de sintetizadores, e o teatro Young Vic em Londres foi reservado para uma série de concertos experimentais. Townshend abordou os shows com otimismo; o resto da banda estava feliz por voltar a tocar. Eventualmente, os outros reclamaram com Townshend que o projeto era muito complicado e que deveriam simplesmente gravar outro álbum. As coisas pioraram até que Townshend teve um colapso nervoso e abandonou Lifehouse. Entwistle foi o primeiro membro do grupo a lançar um álbum solo, Smash Your Head Against the Wall, em maio de 1971.
A gravação no Record Plant em Nova York em março de 1971 foi abandonada quando o vício de Lambert em drogas pesadas interferiu em sua capacidade de produzir. O grupo reiniciou com Glyn Johns em abril. O álbum era principalmente material de Lifehouse, com uma música não relacionada de Entwistle, "My Wife", e foi lançado como Who's Next em agosto. O álbum alcançou a posição N° 1 no Reino Unido e N° 4 nos EUA. "Baba O'Riley" e "Won't Get Fooled Again" são os primeiros exemplos de uso de sintetizadores no rock, apresentando sons de teclado gerados em tempo real por um órgão Lowrey; em "Won't Get Fooled Again", foi posteriormente processado através de um sintetizador VCS3. A introdução do sintetizador de "Baba O'Riley" foi programada com base nas estatísticas vitais de Meher Baba, e a faixa apresentava um solo de violino de Dave Arbus. O álbum foi um sucesso comercial e de crítica, e foi certificado 3x platina pela RIAA. The Who continuou a lançar material relacionado a Lifehouse nos anos seguintes, incluindo os singles "Let's See Action", "Join Together" e "Relay".
A banda voltou em turnê, e "Baba O' Riley" e "Won't Get Fooled Again" tornaram-se favoritos ao vivo. Em novembro, eles se apresentaram no recém-inaugurado Rainbow Theatre em Londres por três noites, continuando nos Estados Unidos no final daquele mês, onde Robert Hilburn do Los Angeles Times descreveu The Who como "o Maior Show da Terra". A turnê foi ligeiramente interrompida no Civic Auditorium em São Francisco em 12 de dezembro, quando Moon desmaiou por causa de seu kit após uma overdose de conhaque e barbitúricos. Ele se recuperou e completou o show, tocando com sua força habitual.

#### Quadrophenia, adaptação cinematográfica deTommyeThe Who by Numbers

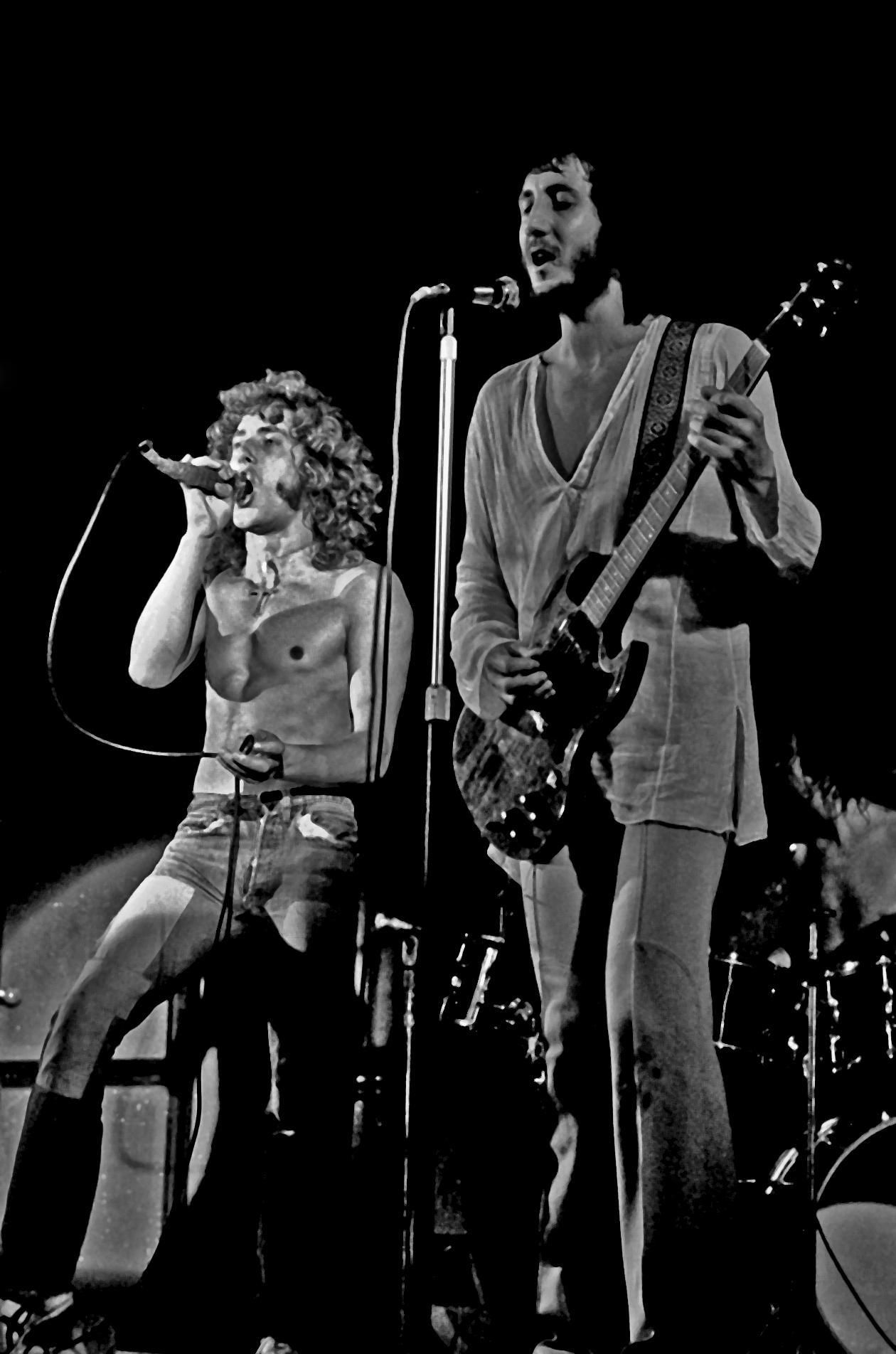
The Who no Ernst-Mercke-Halle, Hamburgo, 12 de agosto de 1972

Depois da turnê do Who's Next, e precisando de tempo para escrever uma continuação, Townshend insistiu que o The Who fizesse uma longa pausa, já que eles não haviam parado de fazer turnê desde o início da banda. Não houve atividade do grupo até maio de 1972, quando eles começaram a trabalhar em um novo álbum proposto, Rock Is Dead — Long Live Rock!, mas, insatisfeito com as gravações, abandonou as sessões. As tensões começaram a surgir quando Townshend acreditava que Daltrey só queria uma banda lucrativa e Daltrey achava que os projetos de Townshend estavam ficando pretensiosos. O comportamento de Moon estava se tornando cada vez mais destrutivo e problemático devido ao consumo excessivo de álcool e drogas, e ao desejo de festas e turnês. Daltrey realizou uma auditoria nas finanças do grupo e descobriu que Lambert e Stamp não haviam mantido registros suficientes. Ele acreditava que eles não eram mais gestores eficazes, o que Townshend e Moon contestaram. A dolorosa dissolução das relações gerenciais e pessoais é relatada no documentário retrospectivo de James D. Cooper de 2014, Lambert & Stamp. Após uma curta turnê européia, o restante de 1972 foi dedicado ao trabalho em uma versão orquestral de Tommy com Lou Reizner.
Em 1973, o The Who começou a gravar o álbum Quadrophenia sobre o mod e sua subcultura, contra confrontos com osrockers no início dos anos 1960 na Grã-Bretanha. A história é sobre um garoto chamado Jimmy, que passa por uma crise de personalidade e seu relacionamento com a família, amigos e a cultura mod. A música apresenta quatro temas, refletindo as quatro personalidades do Who. Townshend tocou sintetizadores multi-track e Entwistle tocou várias partes de trompas overdub. No momento em que o álbum estava sendo gravado, o relacionamento entre a banda e Lambert e Stamp havia rompido irreparavelmente, e Bill Curbishley os substituiu. O álbum alcançou a posição N° 2 no Reino Unido e nos EUA.
A turnê de Quadrophenia começou em Stoke-on-Trent em outubro e foi imediatamente assolada por problemas. Daltrey resistiu ao desejo de Townshend de adicionar o tecladista de Joe Cocker, Chris Stainton (que tocou no álbum) à banda em turnê. Como compromisso, Townshend montou as partes do teclado e do sintetizador em fitas de apoio, já que tal estratégia teve sucesso com "Baba O'Riley" e "Won't Get Fooled Again". A tecnologia não era sofisticada o suficiente para lidar com as demandas da música; Somado a esta questão, os ensaios da turnê foram interrompidos devido a uma discussão que culminou com Daltrey dando um soco em Townshend e nocauteando-o. Em um show em Newcastle, as fitas falharam completamente, e Townshend enfurecido arrastou o técnico de som Bob Pridden para o palco, gritou com ele, chutou todos os amplificadores e destruiu parcialmente as fitas de apoio. O show foi abandonado por um set "oldies", no final do qual Townshend quebrou sua guitarra e Moon chutou sua bateria. O Independent descreveu este show como um dos piores de todos os tempos. A turnê pelos EUA começou em 20 de novembro no Cow Palace em Daly City, Califórnia; Moon desmaiou durante "Won't Get Fooled Again" e durante "Magic Bus". Townshend perguntou ao público: “Alguém sabe tocar bateria? – Quero dizer, alguém bom." Um membro da audiência, Scot Halpin, preencheu o resto do show. Depois de um show em Montreal, a banda (exceto Daltrey, que foi dormir cedo) causou tantos danos ao seu quarto de hotel, incluindo a destruição de uma pintura antiga e a colisão de uma mesa de mármore contra uma parede, que a polícia federal os prendeu.

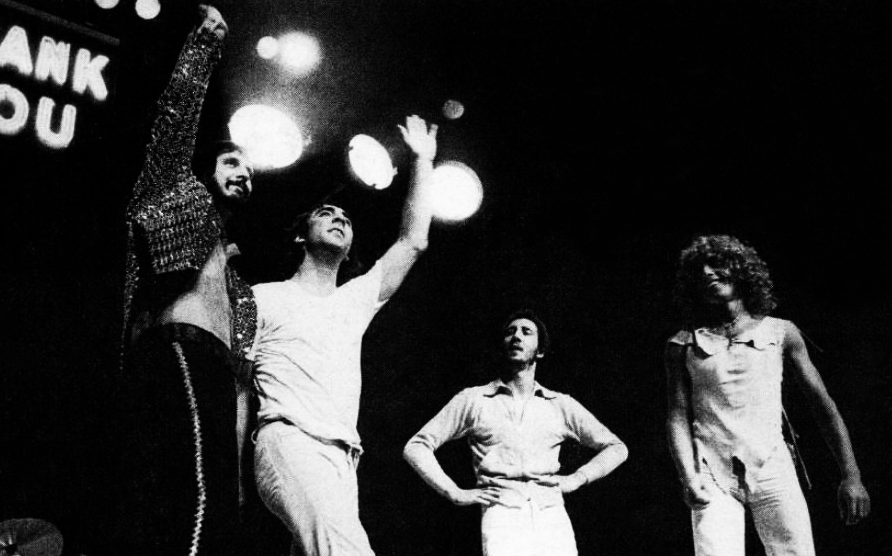
Fotografia promocional comemorando o décimo aniversário da banda, dezembro de 1974

Em 1974, o trabalho começou para valer em um filme de Tommy. Stigwood sugeriu Ken Russell como diretor, cujo trabalho anterior Townshend admirava. O filme contou com um elenco repleto de estrelas, incluindo os membros da banda. David Essex fez o teste para o papel-título, mas a banda convenceu Daltrey a aceitá-lo. O elenco incluía Ann-Margret, Oliver Reed, Eric Clapton, Tina Turner, Elton John e Jack Nicholson. Townshend e Entwistle trabalharam na trilha sonora durante a maior parte do ano, cuidando da maior parte da instrumentação. Moon havia se mudado para Los Angeles, então eles usaram bateristas de estúdio, incluindo Kenney Jones (que mais tarde se juntaria ao The Who). Elton John usou sua própria banda para "Pinball Wizard". As filmagens foram de abril até agosto. 1500 extras apareceram na sequência "Pinball Wizard".
O filme estreou em 18 de março de 1975 e foi aplaudido de pé. Townshend foi indicado ao Oscar de Melhor Trilha Sonora Original. Tommy foi exibido no Festival de Cinema de Cannes de 1975, mas não na competição principal. Ganhou o prêmio de Filme de Rock do Ano no First Annual Rock Music Awards e gerou mais de US$ 2 milhões em seu primeiro mês. A trilha sonora alcançou o número dois nas paradas da Billboard.

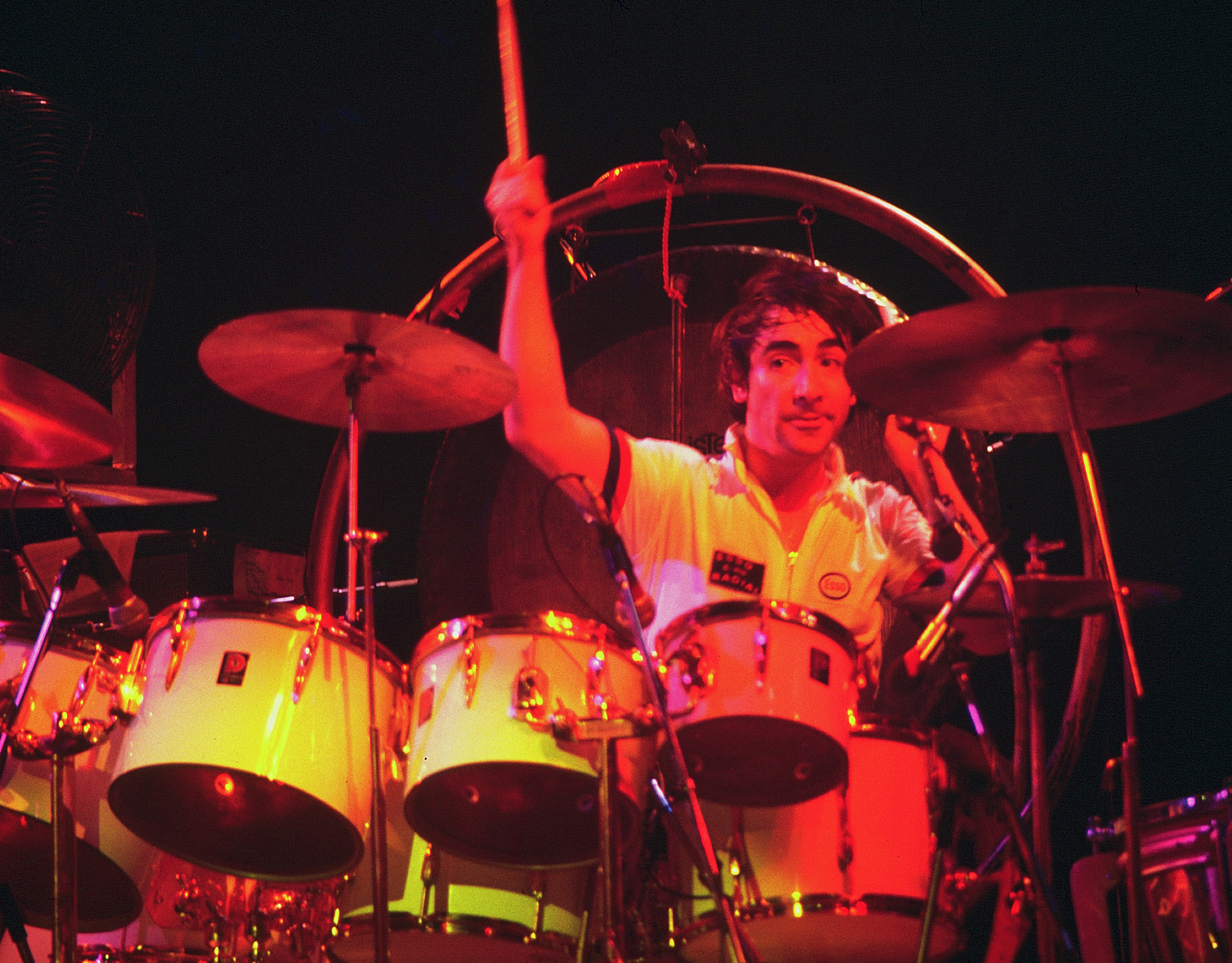
Keith Moon em 1975

O trabalho em Tommy ocupou a maior parte de 1974, e as apresentações ao vivo do The Who foram restritas a um show em maio no Valley, a casa do Charlton Athletic, diante de 80.000 fãs, e algumas datas no Madison Square Garden em Junho. No final do ano, o grupo lançou o álbum out-takes Odds & Sods, que trazia diversas músicas do abortado projeto Lifehouse.
Em 1975, Daltrey e Townshend discordaram sobre o futuro da banda e criticaram-se mutuamente através de entrevistas no jornal musical New Musical Express. Daltrey estava grato pelo The Who o ter salvado de uma carreira como trabalhador de chapas metálicas e estava infeliz por Townshend não jogar bem; Townshend sentiu que o comprometimento do grupo o impediu de lançar material solo. O próximo álbum, The Who by Numbers, teve canções introspectivas de Townshend que tratavam da desilusão como "However Much I Booze" e "How Many Friends"; eles se pareciam com seu trabalho solo posterior. "Success Story" de Entwistle deu uma visão humorística da indústria musical, e "Squeeze Box" foi um single de sucesso. O grupo excursionou a partir de outubro, tocando pouco material novo e poucos números de Quadrophenia, e reintroduzindo vários de Tommy. A etapa americana da turnê começou em Houston para uma multidão de 18.000 pessoas na Summit Arena, e foi apoiada por Toots & the Maytals. Em 6 de dezembro de 1975, o Who estabeleceu o recorde de maior concerto indoor no Pontiac Silverdome, com a presença de 78.000 pessoas. Em 31 de maio de 1976, eles fizeram um segundo concerto no Valley, que foi listado no Guinness World Records como o concerto mais barulhento do mundo, com mais de 120 dB. Townshend estava farto de fazer turnês mas Entwistle considerava que a performance ao vivo estava no auge.

#### Who Are Youe morte de Moon

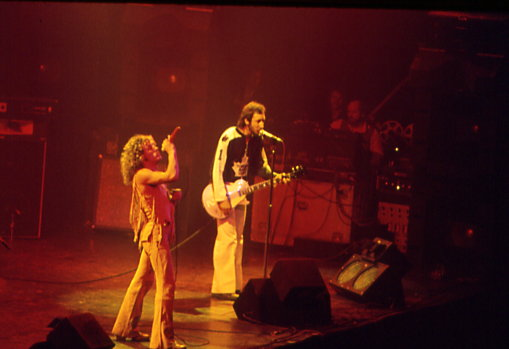
Daltrey e Townshend, 21 de outubro de 1976, Maple Leaf Gardens, Toronto, Ontário – seu último show público com Moon

Após a turnê de 1976, Townshend tirou a maior parte do ano seguinte de folga para passar um tempo com sua família. Ele descobriu que o ex-empresário dos Beatles e Rolling Stones, Allen Klein, havia comprado uma participação em sua editora. Um acordo foi alcançado, mas Townshend ficou chateado e desiludido com o fato de Klein ter tentado se apropriar de suas canções. Townshend foi ao Speakeasy onde conheceu Steve Jones e Paul Cook dos  Sex Pistols, fãs do The Who. Ao sair, ele desmaiou em uma porta, onde um policial disse que ele não seria preso se conseguisse ficar de pé e andar. Os acontecimentos inspiraram a faixa-título do álbum seguinte, Who Are You.
O grupo se reuniu novamente em setembro de 1977, mas Townshend anunciou que não haveria apresentações ao vivo no futuro imediato, uma decisão que Daltrey endossou. A essa altura, Moon estava tão doente que o The Who admitiu que seria difícil para ele lidar com a turnê. O único show daquele ano foi um show informal no dia 15 de dezembro no Gaumont State Cinema em Kilburn, Londres, filmado para o documentário The Kids Are Alright. A banda não tocava há 14 meses e seu desempenho foi tão fraco que a filmagem não foi utilizada. A forma de tocar de Moon era particularmente sem brilho e ele ganhou muito peso, embora Daltrey tenha dito mais tarde, "mesmo no seu pior, Keith Moon foi incrível".
A gravação de Who Are You começou em janeiro de 1978. Daltrey entrou em conflito com Johns sobre a produção de seus vocais, e a bateria de Moon era tão ruim que Daltrey e Entwistle consideraram demiti-lo. A execução de Moon melhorou, mas em uma faixa, "Music Must Change", ele foi substituído porque não conseguia tocar no tempo 6/8. Em maio, The Who filmou outra apresentação no Shepperton Sound Studios para The Kids Are Alright. Esse desempenho foi forte e várias faixas foram utilizadas no filme. Foi o último show que Moon fez com o The Who.
O álbum foi lançado em 18 de agosto e se tornou o maior e mais rápido vendedor até o momento, alcançando a posição N° 6 no Reino Unido e N° 2 nos EUA. Em vez de fazer uma turnê, Daltrey, Townshend e Moon fizeram uma série de entrevistas promocionais para a televisão, e Entwistle trabalhou na trilha sonora de The Kids Are Alright.
Em 6 de setembro, Moon participou de uma festa organizada por Paul McCartney para comemorar o aniversário de Buddy Holly. Voltando ao seu apartamento, Moon tomou 32 comprimidos de clometiazol que havia sido prescrito para combater a abstinência do álcool. Ele desmaiou na manhã seguinte e foi descoberto morto mais tarde naquele dia.

### 1978–1983
No dia seguinte à morte de Moon, Townshend emitiu a declaração: “Estamos mais determinados do que nunca a continuar e queremos que o espírito do grupo para o qual Keith tanto contribuiu continue, embora nenhum ser humano possa ocupar o seu lugar. " O baterista Phil Collins, tendo uma pausa temporária do Genesis depois que seu primeiro casamento fracassou, ficou perdido e pediu para substituir Moon, mas Townshend já havia convidado Kenney Jones, que já havia tocado com o Small Faces e The Faces. Jones se juntou oficialmente à banda em novembro de 1978. John "Rabbit" Bundrick se juntou à banda ao vivo como tecladista não oficial. Em 2 de maio de 1979, The Who voltou aos palcos com um show no Rainbow Theatre, seguido pelo Festival de Cinema de Cannes na França e datas no Madison Square Garden em Nova York.
O filme de Quadrophenia foi lançado naquele ano. Foi dirigido por Franc Roddam em sua estreia como diretor, e teve atuação direta em vez de números musicais como em Tommy. John Lydon foi considerado para Jimmy, mas o papel foi para Phil Daniels. Sting interpretou o amigo e colega mod de Jimmy, o Ace Face. A trilha sonora foi a primeira aparição de Jones em um disco do Who, tocando em material recém-escrito que não estava no álbum original. O filme foi um sucesso de crítica e bilheteria no Reino Unido e apelou para o crescente movimento de mod revival. The Jam foi influenciado pelo The Who, e os críticos notaram uma semelhança entre Townshend e o líder do grupo, Paul Weller.
The Kids Are Alright também foi concluído em 1979. Foi uma retrospectiva da carreira da banda, dirigida por Jeff Stein. O filme incluiu filmagens da banda em Monterey, Woodstock e Pontiac, e clipes do show dos Smothers Brothers e Russell Harty Plus. Moon morreu uma semana depois de ver o corte brusco com Daltrey. O filme contém o show de Shepperton, e uma faixa de áudio dele tocando em imagens silenciosas de si mesmo, sendo a última vez que ele tocou bateria.
Em dezembro, The Who se tornou a terceira banda, depois dos Beatles e The Band, a aparecer na capa da Time. O artigo, de Jay Cocks, dizia que a banda ultrapassou, sobreviveu, sobreviveu e superou todas as bandas de rock contemporâneas.

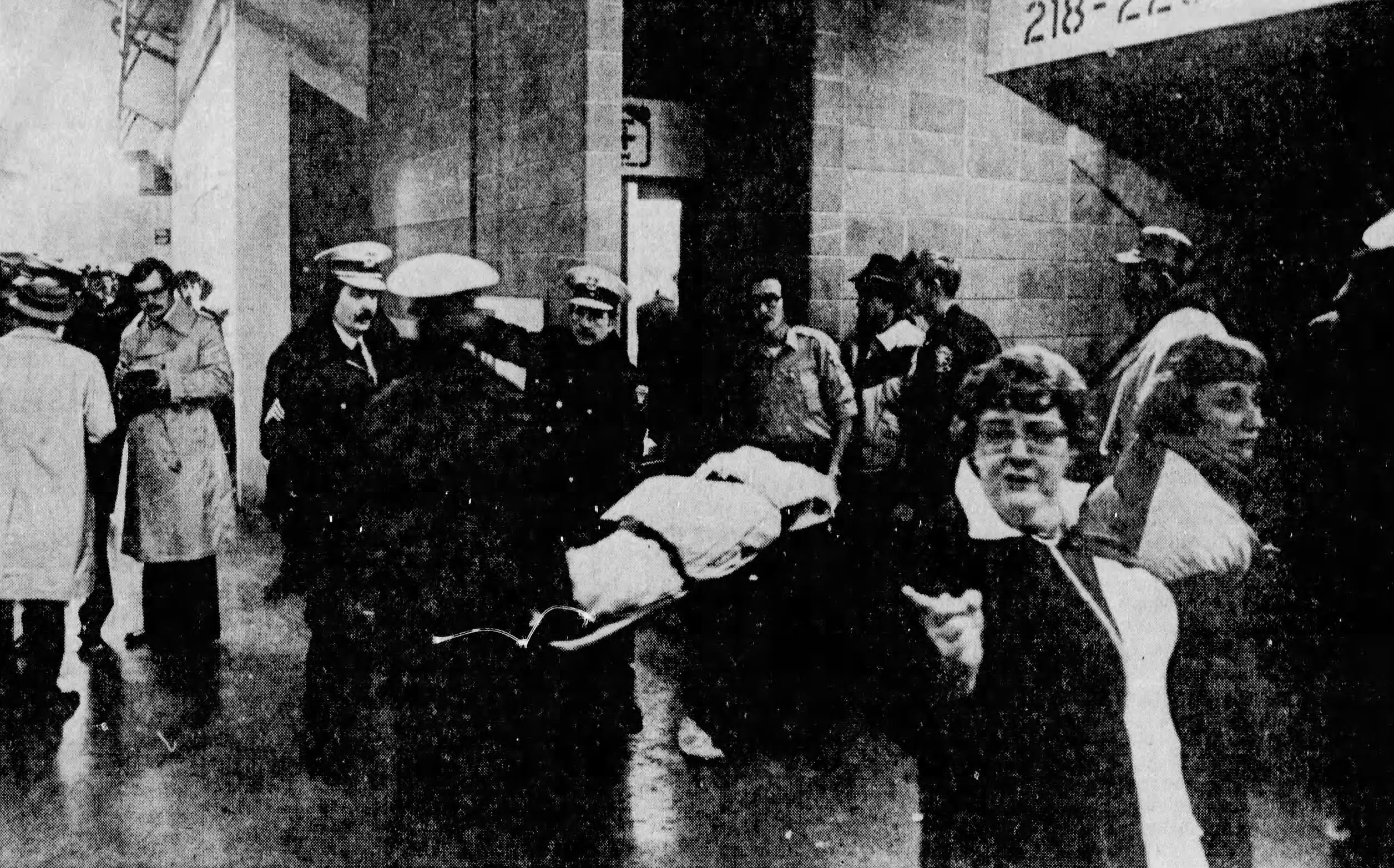
Corpo sendo retirado do saguão do Riverfront Coliseum.

#### Tragédia de Cincinnati
Em 3 de dezembro de 1979, uma multidão em um show do The Who no Riverfront Coliseum, Cincinnati, matou 11 fãs. Isso se deveu em parte aos assentos do festival, onde os primeiros a entrar ficam com as melhores posições. Alguns fãs que esperavam do lado de fora confundiram a passagem de som da banda com o show e tentaram entrar à força. Como apenas algumas portas de entrada foram abertas, surgiu uma situação de gargalo, com milhares de pessoas tentando entrar, e a aglomeração tornou-se mortal.
O The Who só foi informado depois do show porque as autoridades cívicas temiam problemas com a multidão caso o show fosse cancelado. A banda ficou profundamente abalada ao saber disso e solicitou que as devidas precauções de segurança fossem tomadas no futuro. Na noite seguinte, em Buffalo, Nova York, Daltrey disse ao público que a banda havia "perdido muitos familiares na noite passada e este show é para eles".

#### Mudança e separação

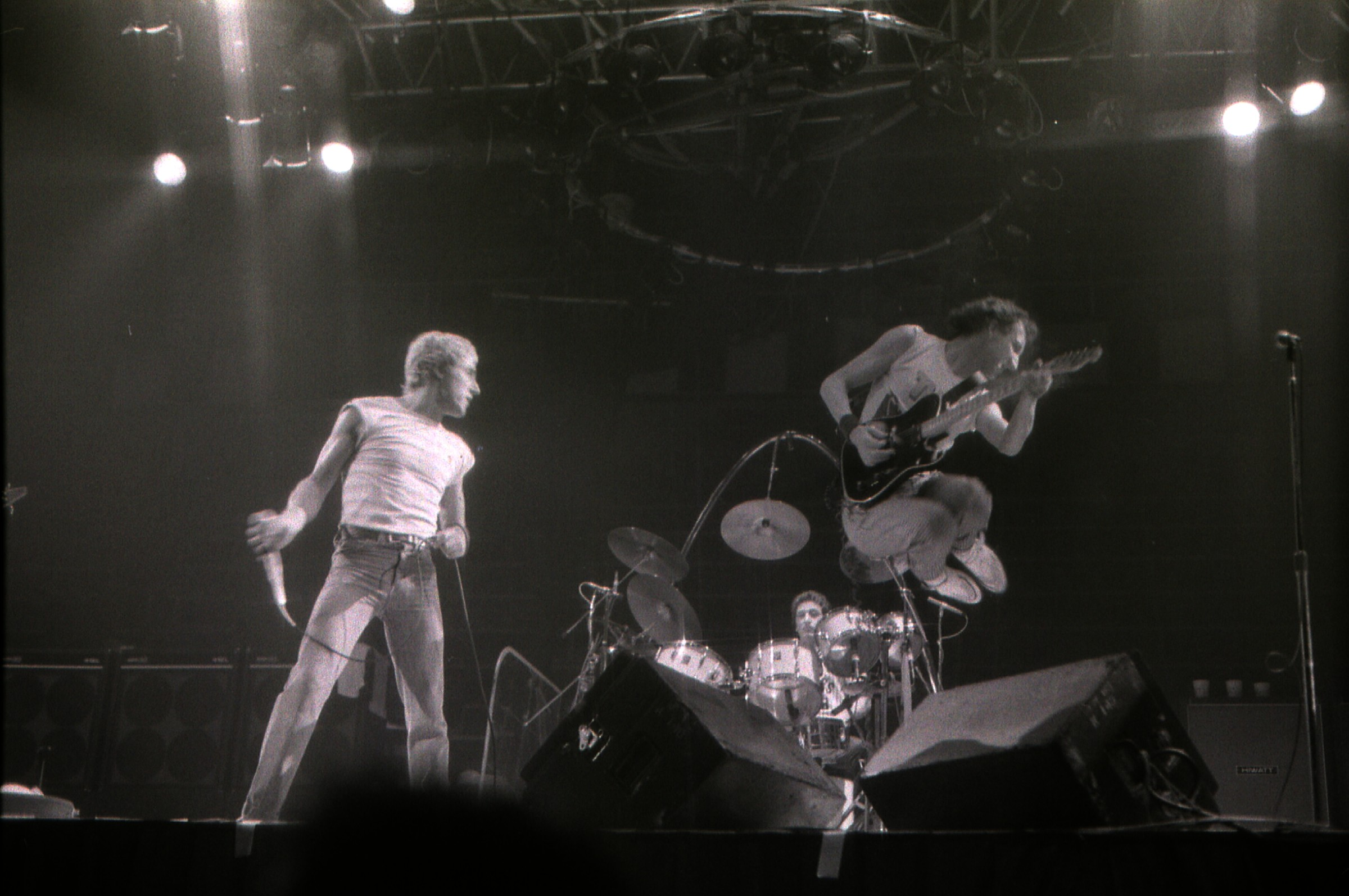
The Who em Toronto, 1980

Daltrey fez uma pausa em 1980 para trabalhar no filme McVicar, no qual interpretou o papel principal do ladrão de banco John McVicar. O álbum da trilha sonora é um álbum solo de Daltrey, embora todos os membros do The Who estejam incluídos nos músicos de apoio, e foi seu lançamento solo de maior sucesso.
The Who lançou dois álbuns de estúdio com Jones como baterista, Face Dances (1981) e It's Hard (1982). Face Dances produziu um hit no top 20 dos EUA e no top dez do Reino Unido com o single "You Better You Bet", cujo vídeo foi um dos primeiros exibidos na MTV. Tanto Face Dances quanto It's Hard venderam bem e este último recebeu uma crítica cinco estrelas na Rolling Stone. O single "Eminence Front" de It's Hard foi um sucesso e se tornou regular em shows ao vivo. A essa altura, Townshend havia caído em depressão, perguntando-se se não era mais um visionário. Ele estava novamente em desacordo com Daltrey e Entwistle, que apenas queriam fazer turnês e tocar sucessos e pensaram que Townshend havia guardado suas melhores músicas para seu álbum solo, Empty Glass (1980). O estilo de bateria de Jones era muito diferente do de Moon e isso atraiu críticas dentro da banda. Townshend ficou brevemente viciado em heroína antes de se limpar no início de 1982, após tratamento com Meg Patterson.

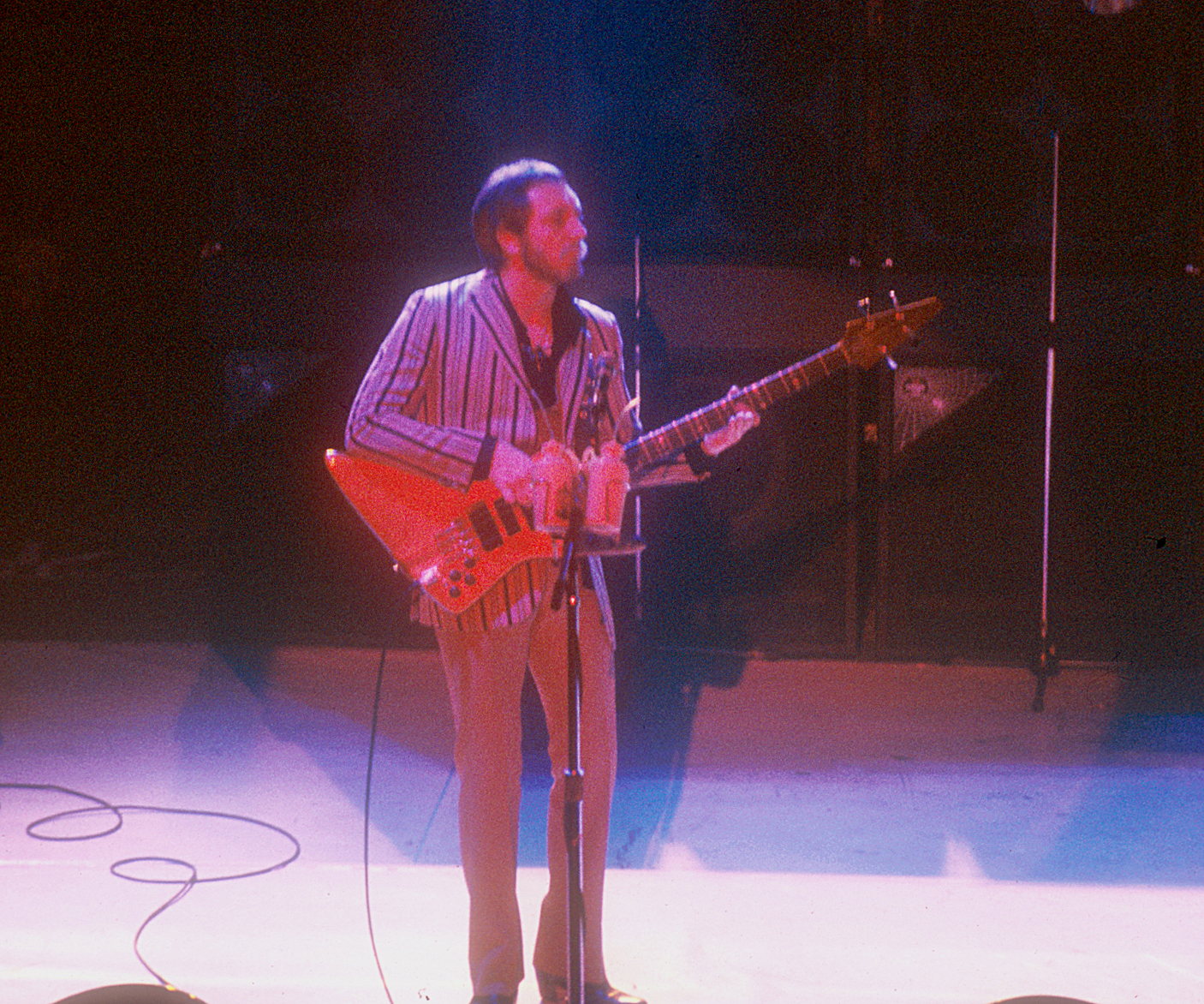
John Entwistle se apresentando com o Who no Manchester Apollo, 1981

Townshend queria que o The Who parasse de fazer turnês e se tornasse um artista de estúdio; Entwistle ameaçou desistir, dizendo: "Não pretendo sair da estrada... não há muito que eu possa fazer sobre isso, exceto esperar que eles mudem de ideia." Townshend não mudou de ideia, e então o The Who embarcou em uma turnê de despedida pelos EUA e Canadá com The Clash como apoio, terminando em Toronto em 17 de dezembro de 1982.
Townshend passou parte de 1983 escrevendo material para um álbum de estúdio do Who devido à Warner Bros. Records de um contrato em 1980, mas ele se viu incapaz de gerar música apropriada para o The Who e no final de 1983 pagou por si mesmo e por Jones ser dispensado do contrato. Em 16 de dezembro de 1983, Townshend anunciou em uma entrevista coletiva que estava deixando o The Who, encerrando efetivamente a banda.
Após a separação do The Who, Townshend se concentrou em álbuns solo como White City: A Novel (1985), The Iron Man (1989, com participação de Daltrey e Entwistle e duas músicas creditadas ao Who) e Psychoderelict (1993).

### Reuniões
Em julho de 1985, The Who se apresentou no Live Aid no Estádio de Wembley, em Londres. O caminhão de transmissão da BBC queimou um fusível durante o set, interrompendo temporariamente a transmissão. No Brit Awards de 1988, no Royal Albert Hall, a banda recebeu o prêmio pelo conjunto de sua obra da indústria fonográfica britânica. O curto set que eles tocaram lá foi a última vez que Jones tocou com o Who até 2014.

#### Turnê de 1989
Em 1989, a banda embarcou em uma turnê de reunião do 25º aniversário The Kids Are Alright com Simon Phillips na bateria e Steve "Boltz" Bolton como segundo guitarrista. Townshend anunciou em 1987 que sofria de acufeno e alternava entre guitarra acústica, rítmica e solo para preservar sua audição. Seus dois shows no Sullivan Stadium em Foxborough, Massachusetts, venderam 100 mil ingressos em menos de oito horas, batendo recordes anteriores lá estabelecidos pelo U2 e David Bowie. A turnê foi brevemente prejudicada em um show em Tacoma, Washington, onde Townshend machucou a mão no palco. Alguns críticos não gostaram da formação superproduzida e expandida da turnê, chamando-a de "The Who on Ice"; Stephen Thomas Erlewine do AllMusic disse que a turnê "manchou a reputação do The Who quase irreparavelmente". A turnê incluiu a maior parte de Tommy e contou com convidados como Phil Collins, Billy Idol e Elton John. Um álbum ao vivo de 2 CDs, Join Together, foi lançado em 1990.

#### Reuniões parciais
Em 1990, o The Who foi incluído no Rock and Roll Hall of Fame. O grupo tem uma coleção destacada no museu do salão, incluindo um dos ternos de veludo de Moon, um baixo Warwick de Entwistle e uma pele de bateria de 1968.
Em 1991, o The Who gravou um cover de "Saturday Night's Alright for Fighting" de Elton John para o álbum tributo Two Rooms: Celebrating the Songs of Elton John & Bernie Taupin. Foi a última gravação de estúdio com Entwistle. Em 1994, Daltrey completou 50 anos e comemorou com dois shows no Carnegie Hall de Nova York. Os shows incluíram participações especiais de Entwistle e Townshend. Embora todos os três membros originais sobreviventes do The Who tenham comparecido, eles apareceram no palco juntos apenas durante o final, "Join Together", com os outros convidados. Daltrey fez uma turnê naquele ano com Entwistle, Zak Starkey na bateria e Simon Townshend substituindo seu irmão como guitarrista.

### Reativação

#### Reavivamento deQuadrophenia

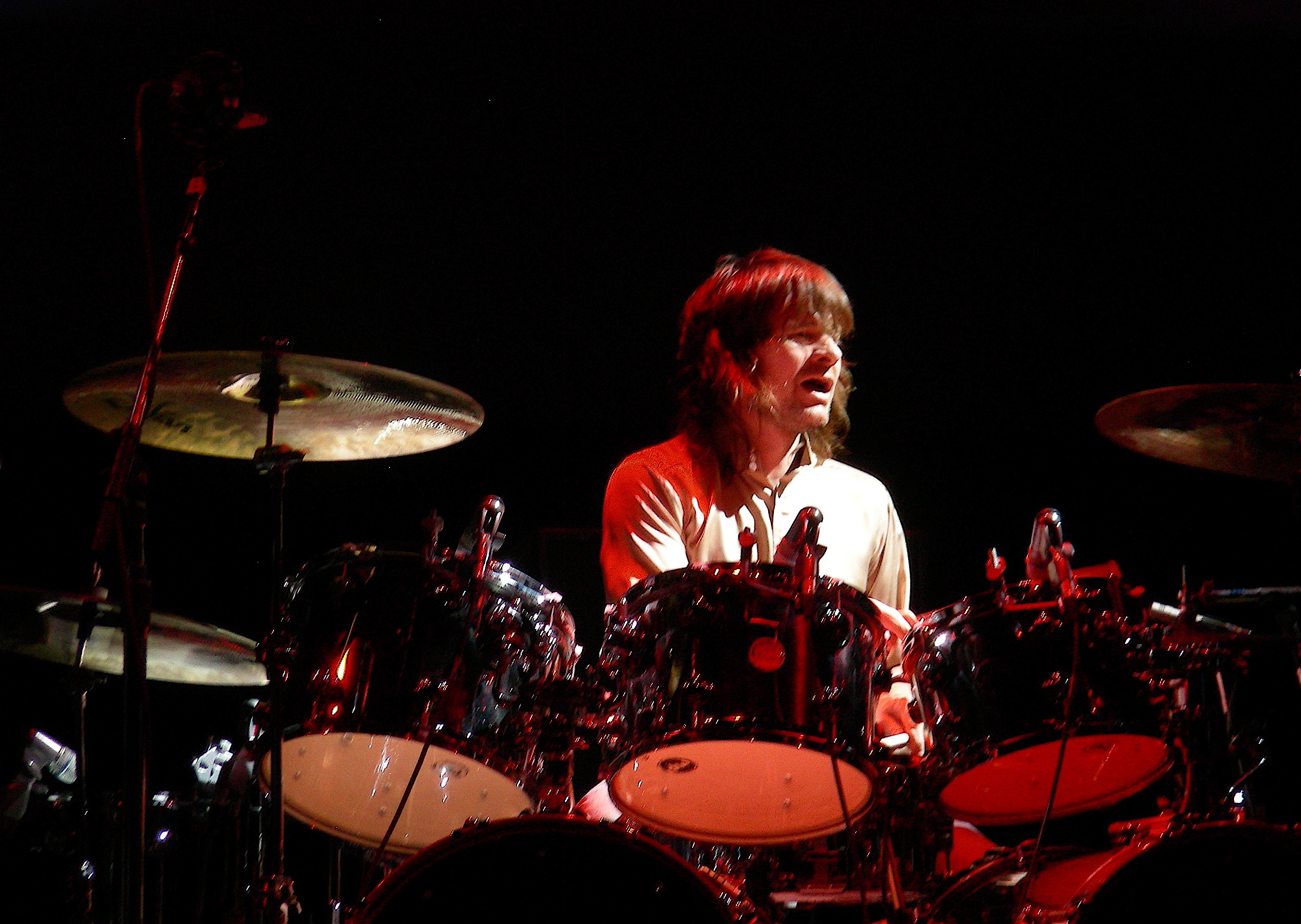
Zak Starkey é o baterista principal do The Who desde 1996 e recusou um convite para ser membro em tempo integral.

Em 1996, Townshend, Entwistle e Daltrey tocaram Quadrophenia com convidados e Starkey na bateria no Hyde Park. A performance foi narrada por Daniels, que interpretou Jimmy no filme de 1979. Esta foi a primeira apresentação ao vivo de Quadrophenia na íntegra. Apesar das dificuldades técnicas, o show levou a uma residência de seis noites no Madison Square Garden e a uma turnê pelos EUA e pela Europa em 1996 e 1997. Townshend tocava principalmente violão, mas acabou sendo persuadido a tocar um pouco de guitarra elétrica. Em 1998, a VH1 classificou o Who em nono lugar em sua lista dos "100 Maiores Artistas do Rock 'n' Roll".

#### Shows de caridade e morte de Entwistle
No final de 1999, o The Who se apresentou como um quinteto pela primeira vez desde 1985, com Bundrick nos teclados e Starkey na bateria. O primeiro show em Las Vegas no MGM Grand Garden Arena foi parcialmente transmitido pela TV e pela Internet e lançado como o DVD The Vegas Job. Eles então realizaram shows acústicos no Bridge School Benefit de Neil Young no Shoreline Amphitheatre em Mountain View, Califórnia, seguidos de shows no House of Blues em Chicago e dois shows beneficentes de Natal no Shepherd's Bush Empire em Londres. Os críticos ficaram maravilhados ao ver uma banda rejuvenescida com uma formação básica comparável às turnês das décadas de 1960 e 1970. Andy Greene, da Rolling Stone, considerou a turnê de 1999 melhor do que a última com Moon em 1976.
A banda excursionou pelos EUA e Reino Unido de junho a outubro de 2000, com críticas geralmente favoráveis, culminando em um show beneficente no Royal Albert Hall para o Teenage Cancer Trust com apresentações de Paul Weller, Eddie Vedder, Noel Gallagher, Bryan Adams e Nigel Kennedy. Stephen Tomas Erlewine descreveu o show como "um concerto de reunião excepcional". Em outubro de 2001 a banda se apresentou no The Concert for New York City no Madison Square Garden para famílias de bombeiros e policiais que perderam a vida após os ataques de 11 de setembro ao World Trade Center; com a Forbes descrevendo seu desempenho como uma "catarse" para as autoridades presentes. No início daquele ano, a banda foi homenageada com o Grammy Lifetime Achievement Award.
O Who fez shows no Reino Unido no início de 2002, em preparação para uma turnê completa pelos Estados Unidos. Em 27 de junho, um dia antes do primeiro encontro, Entwistle, então com 57 anos, foi encontrado morto de ataque cardíaco no Hard Rock Hotel em Las Vegas. A cocaína foi um fator contribuinte.

#### Depois de Entwistle: Tours eEndless Wire

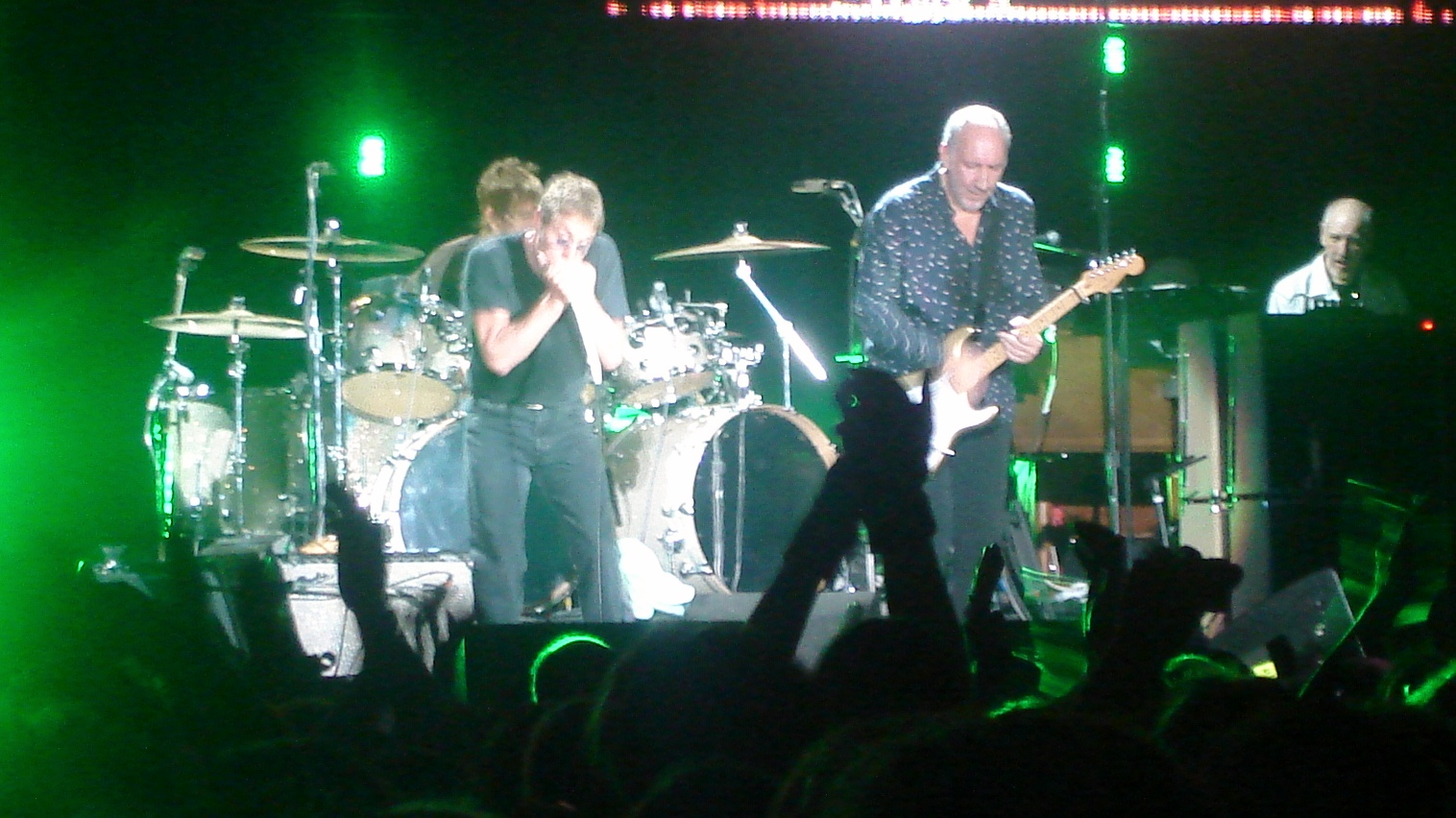
The Who em turnê em 2007. Da esquerda para a direita: Zak Starkey, Daltrey, Townshend e John "Rabbit" Bundrick

O filho de Entwistle, Christopher, deu uma declaração apoiando a decisão do The Who de continuar. A turnê pelos EUA começou no Hollywood Bowl com o baixista Pino Palladino. Townshend dedicou o show a Entwistle e finalizou com uma montagem de fotos dele. A turnê durou até setembro. A perda de um membro fundador do The Who fez com que Townshend reavaliasse seu relacionamento com Daltrey, que havia sido tenso ao longo da carreira da banda. Ele decidiu que a amizade deles era importante e isso o levou a escrever e gravar novo material.
Para combater bootlegs, em 2002 a banda começou a lançar a série Encore de gravações oficiais da mesa de som via themusic.com. Uma declaração oficial dizia: “para satisfazer esta demanda eles concordaram em lançar suas próprias gravações oficiais para beneficiar causas nobres”. Em 2004, o Who lançou "Old Red Wine" e "Real Good Looking Boy" (com Palladino e Greg Lake, respectivamente, no baixo) em uma antologia de singles, The Who: Then and Now, e saiu em uma turnê de 18 datas. do Japão, Austrália, Reino Unido e EUA, incluindo uma aparição de retorno na Ilha de Wight. Mais tarde naquele ano, a Rolling Stone classificou The Who como N° 29 em sua lista dos 100 Maiores Artistas de Todos os Tempos.
The Who anunciou em 2005 que estava trabalhando em um novo álbum. Townshend postou em seu blog uma novela chamada The Boy Who Heard Music, que se desenvolveu em uma mini-ópera chamada Wire & Glass, formando a base do álbum. Endless Wire, lançado em 2006, foi o primeiro álbum de estúdio completo com material novo desde It's Hard de 1982 e continha a primeira mini-ópera da banda desde "Rael" em 1967. O álbum alcançou a posição N° 7 nos EUA e N° 9 no Reino Unido. Starkey foi convidado para ingressar no Oasis em abril de 2006 e no Who em novembro de 2006, mas recusou e dividiu seu tempo entre os dois.

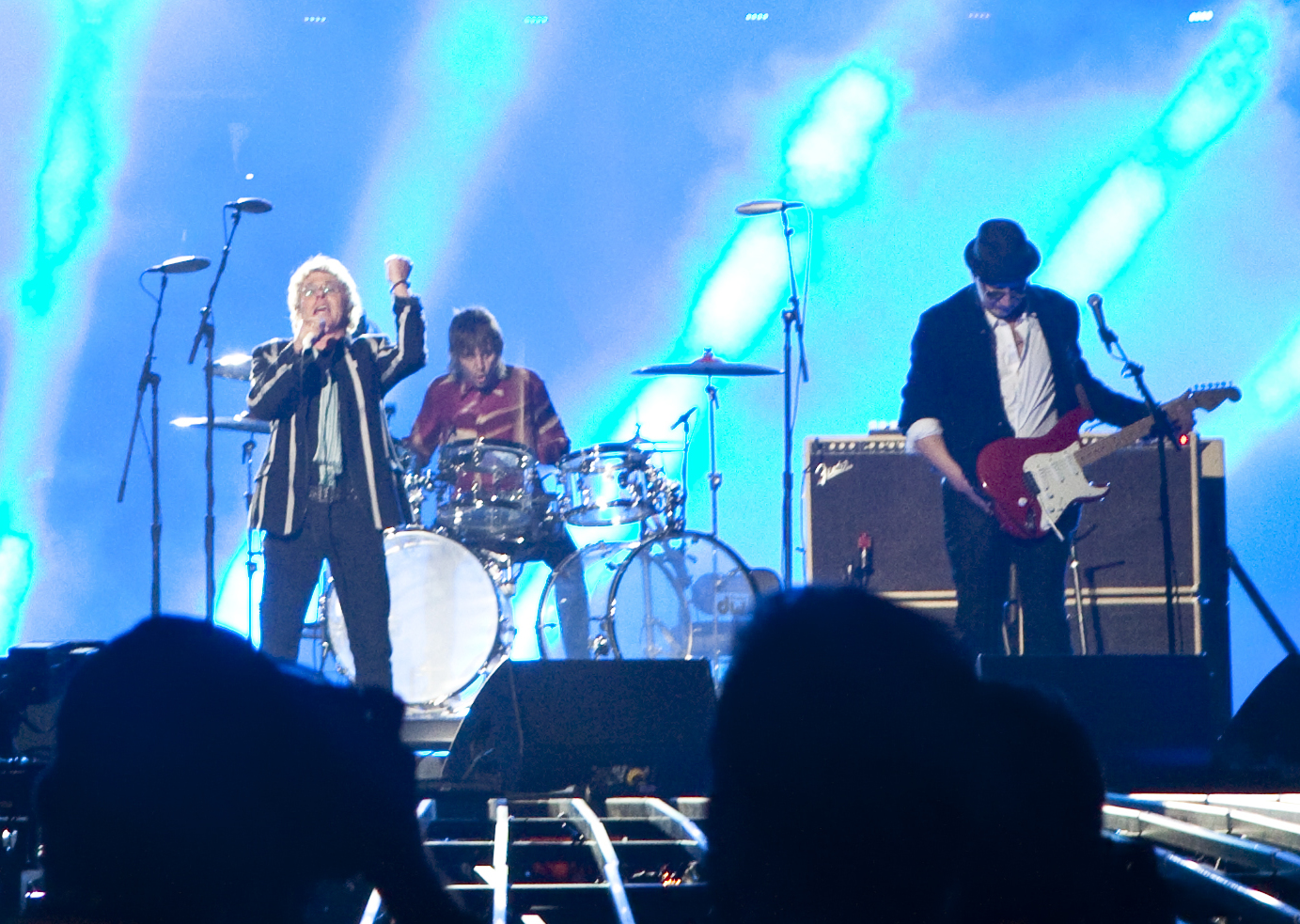
The Who apresentando o show do intervalo do Super Bowl de 2010

Em novembro de 2007, o documentário Amazing Journey: The Story of The Who foi lançado, apresentando imagens inéditas da aparição em Leeds em 1970 e uma apresentação em 1964 no Railway Hotel, quando o grupo era The High Numbers. Amazing Journey foi indicado ao Grammy de 2009.
The Who fez uma turnê de divulgação do Endless Wire, incluindo o BBC Electric Proms no Roundhouse em Londres em 2006, sendo a atração principal do Festival de Glastonbury de 2007, uma aparição no intervalo do Super Bowl XLIV em 2010 e sendo o ato final da cerimônia de encerramento dos Jogos Olímpicos de Londres 2012. Em novembro de 2012, o Who lançou Live at Hull, um álbum com a apresentação da banda na noite seguinte ao show do Live at Leeds.

#### Quadrophenia and More
Em 2010, The Who tocou Quadrophenia com papéis interpretados por Vedder e Tom Meighan no Royal Albert Hall como parte da série de 10 shows do Teenage Cancer Trust. Uma turnê planejada para o início de 2010 foi prejudicada pelo retorno do zumbido de Townshend. Ele experimentou um sistema de monitoramento intra-auricular recomendado por Neil Young e seu fonoaudiólogo.
A turnê Quadrophenia and More começou em novembro de 2012 em Ottawa com os tecladistas John Corey, Loren Gold e Frank Simes, sendo que o último também foi diretor musical. Em fevereiro de 2013, Starkey distendeu um tendão e foi substituído por Scott Devours, que se apresentou com menos de quatro horas de antecedência. A turnê mudou para a Europa e Reino Unido e terminou na Wembley Arena em julho de 2013.

#### The Who Hits 50!em diante

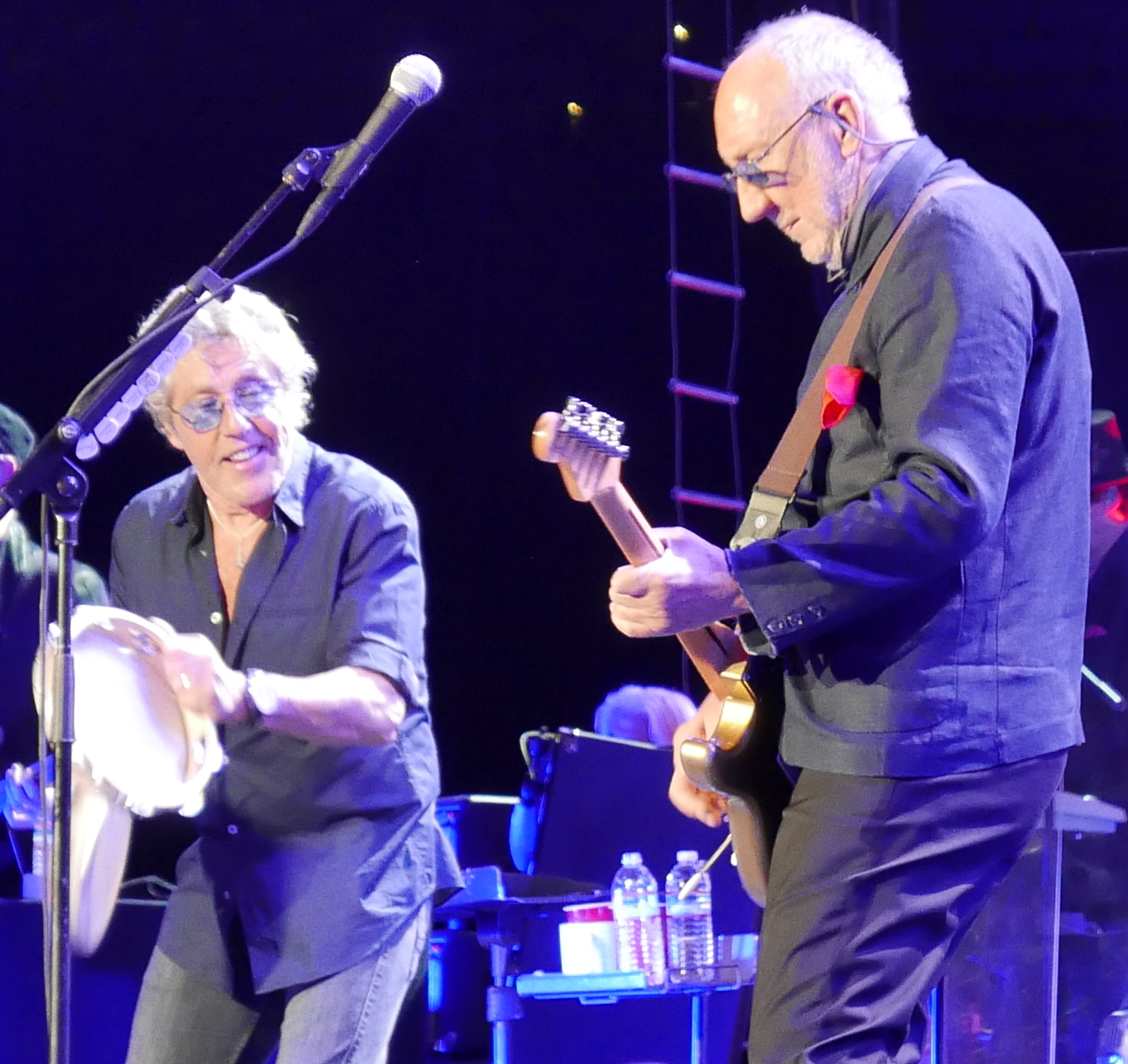
Daltrey e Townshend no Who Hits 50! turnê em 2016

Em outubro de 2013, Townshend anunciou que o The Who realizaria sua última turnê em 2015, apresentando-se em locais onde nunca tocaram antes. Daltrey esclareceu que a turnê não tinha relação com o 50º aniversário da banda e indicou que ele e Townshend estavam considerando gravar novo material. Daltrey afirmou: "Não podemos continuar em turnê para sempre... poderia ser indefinido, mas terá uma finalidade."
Jones se reuniu com The Who em junho de 2014 em um show de caridade para Prostate Cancer UK, seu Hurtwood Polo Club, ao lado de Jeff Beck, Procol Harum e Mike Rutherford. Mais tarde naquele mês, o Who anunciou planos para uma turnê mundial com um possível álbum de acompanhamento. Em setembro, o The Who lançou a música "Be Lucky", que foi incluída na coletânea The Who Hits 50! em outubro. Em novembro daquele ano, o grupo lançou um aplicativo de realidade virtual co-desenhado pelo filho de Daltrey, Jamie, apresentando eventos e imagens da história da banda.
O The Who foi a atração principal do Hyde Park Festival de 2015, em junho, e dois dias depois, do Festival de Glastonbury. Townshend sugeriu a Mojo que poderia ser o último show do grupo no Reino Unido. Para coincidir com o 50º aniversário do The Who, todos os álbuns de estúdio e a nova compilação The Who Hits 50!, foram relançados em vinil. Em setembro de 2015, todas as datas restantes da turnê nos EUA foram canceladas depois que Daltrey contraiu meningite viral. Então Townshend prometeu que a banda voltaria "mais forte do que nunca".

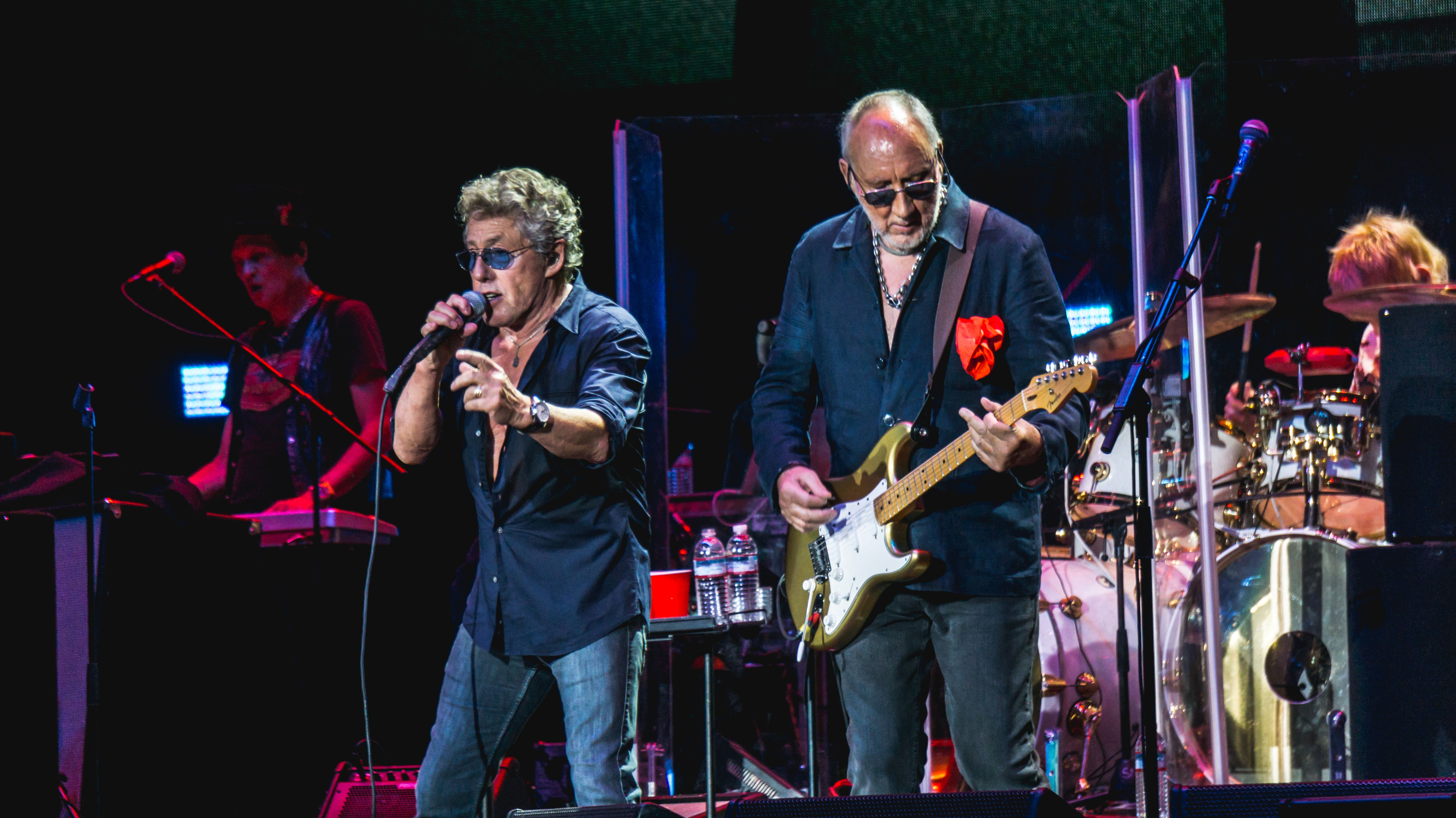
The Who se apresentando no Desert Trip em outubro de 2016

The Who embarcou na Back to the Who Tour 51! em 2016, uma continuação da turnê do ano anterior. Isso incluiu uma visita de retorno ao Festival da Ilha de Wight (no Seaclose Park em Newport) na data de abertura em 11 de junho. Após 13 shows, terminou com uma apresentação no festival Desert Trip no Empire Polo Club em Indio, Califórnia, no dia 16 de outubro. Em novembro, o Who anunciou que cinco datas no Reino Unido no mês de abril seguinte (previamente agendadas para agosto e setembro) incluiriam uma apresentação completa ao vivo de Tommy. A turnê de cinco datas foi renomeada como "2017 Tommy & More" e incluiu as maiores seleções do álbum desde 1989. Dois concertos preliminares no Royal Albert Hall para o Teenage Cancer Trust em 30 de março e 1º de abril apresentaram Tommy na íntegra.

##### Primeira vinda ao Brasil
Em 7 de março de 2017, The Who foi anunciado como uma das atrações do Rock in Rio, sendo a primeira vez que a banda tocou no Brasil. Depois foram anunciados shows em São Paulo, pelo festival "São Paulo Trip" e em Porto Alegre.
Em janeiro de 2019, a banda anunciou o Moving On! Tour. A turnê começou em 7 de maio em Grand Rapids, Michigan, mas foi interrompida durante um show em Houston, Texas, em 26 de setembro de 2019, depois que Daltrey perdeu a voz. A turnê foi interrompida em março de 2020 pela pandemia de COVID-19. Dez shows na Irlanda e no Reino Unido foram remarcados para março de 2021, mas foram cancelados um mês antes do fato, em fevereiro de 2021, e a banda não anunciou mais planos.
Em 6 de dezembro de 2019, The Who lançou seu primeiro álbum de estúdio em treze anos, Who, com aclamação da crítica.

#### The Who Hits Back
Em fevereiro de 2022, a banda anunciou que embarcaria em uma nova turnê norte-americana intitulada The Who Hits Back, começando em 22 de abril de 2022 em Hollywood, Flórida e terminando em 5 de novembro de 2022 em Las Vegas, Nevada.

## Estilo musical e equipamento
"A música do The Who só pode ser chamada de rock & roll... não é derivada da música folk nem do blues; a principal influência é o próprio rock & roll."

— Jann Wenner
O The Who foi considerado principalmente uma banda de rock, mas recebeu influência de vários outros estilos musicais durante sua carreira. O grupo original tocou uma mistura de jazz tradicional e sucessos pop contemporâneos como Detours e R&B em 1963. O grupo mudou para um som mod no ano seguinte, principalmente depois de ouvir Small Faces fundir a Motown com um som R&B mais áspero. Os primeiros trabalhos do grupo foram voltados para singles, embora não fosse pop direto. Em 1967, Townshend cunhou o termo "power pop" para descrever o estilo do The Who. Assim como seus contemporâneos, o grupo foi influenciado pela chegada de Hendrix, principalmente depois que o Who e a Experience se conheceram em Monterey. Essa e longa turnê fortaleceram o som da banda. No estúdio, eles começaram a desenvolver peças mais suaves, principalmente de Tommy em diante, e voltaram sua atenção mais para os álbuns do que para os singles.
A partir do início dos anos 1970, o som da banda incluía sintetizadores, principalmente em Who's Next e Quadrophenia. Embora os grupos já tivessem usado sintetizadores antes, o The Who foi um dos primeiros a integrar o som em uma estrutura básica de rock. Em By Numbers, o estilo do grupo voltou ao rock mais padrão, mas os sintetizadores recuperaram destaque em Face Dances.
Townshend e Entwistle foram fundamentais na criação de volumes extremos e distorções nas práticas padrão do rock. O Who foi um dos primeiros a adotar a Amplificação Marshall. Entwistle foi o primeiro membro a obter dois gabinetes de alto-falantes 4x12, rapidamente seguido por Townshend. O grupo usou feedback como parte do som da guitarra, tanto ao vivo quanto em estúdio. Em 1967, Townshend passou a usar amplificadores Sound City, customizados por Dave Reeves, depois em 1970 para Hiwatt. O grupo foi o primeiro a usar sistemas de PA de 1000 watts para shows ao vivo, o que levou à concorrência de bandas como Rolling Stones e Pink Floyd.
Ao longo de suas carreiras, os membros do The Who disseram que seu som ao vivo nunca foi capturado como desejavam em disco. Os shows ao vivo e o público sempre foram importantes para o grupo. "Irish" Jack Lyons disse: "O The Who não era uma piada, eles eram reais, e nós também."

### Vocais
Daltrey inicialmente baseou seu estilo na Motown e no rock and roll, mas a partir de Tommy ele abordou uma gama mais ampla de estilos. Seu som característico da banda, conforme observado em 1983, é um grito característico, ouvido no final de "Won't Get Fooled Again".
Os backing vocals do grupo são proeminentes no The Who. Depois que "I Can't Explain" usou músicos de estúdio para backing vocals, Townshend e Entwistle resolveram se aprimorar nos lançamentos subsequentes, produzindo fortes harmonias de backing. Daltrey, Townshend e Entwistle cantaram em várias músicas e, ocasionalmente, Moon se juntou a eles. Who's Next apresentou Daltrey e Townshend compartilhando os vocais principais em várias músicas, e o biógrafo Dave Marsh considera o contraste entre o tom forte e gutural de Daltrey e o som mais agudo e suave de Townshend um dos destaques do álbum.
A voz de Daltrey é afetada negativamente pela fumaça da maconha, à qual ele diz ser alérgico. No dia 20 de maio de 2015, durante um show do Who no Nassau Coliseum, ele sentiu o cheiro de um baseado queimado e disse ao fumante para apagá-lo ou "o show vai acabar". O fã obrigado, sem seguir o conselho de Pete Townshend de que “a maneira mais rápida” de apagar um baseado é “enfiar na porra da sua bunda”.

### Guitarras

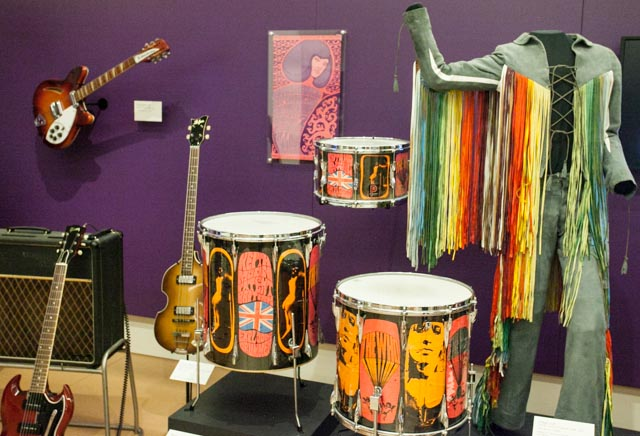
Uma seleção de instrumentos usados pelo The Who, incluindo uma guitarra Rickenbacker e Gibson SG Special, e a bateria "Pictures of Lily" de Moon da Premier

Townshend se considerava menos técnico do que guitarristas como Eric Clapton e Jeff Beck e queria se destacar visualmente. Seu estilo de tocar evoluiu a partir do banjo, favorecendo golpes para baixo e usando uma combinação de palheta e dedilhado. Sua execução rítmica frequentemente usava acordes de sétima e quartas suspensas, e ele está associado ao power chord, um acorde fácil de dedilhar construído a partir da tônica e da quinta que desde então se tornou uma parte fundamental da guitarra rock. vocabulário. Townshend também produzia ruídos manipulando os controles de sua guitarra e permitindo que o instrumento fizesse feedback.
No início da carreira do grupo, Townshend preferia as guitarras Rickenbacker, pois elas lhe permitiam tocar facilmente os acordes da guitarra rítmica e mover o braço para frente e para trás para criar o vibrato. De 1968 a 1973, ele preferiu uma Gibson SG Special ao vivo, e mais tarde usou Les Pauls customizadas em diferentes afinações.
No estúdio de Who's Next e depois, Townshend usou uma guitarra Gretsch 6120 Chet Atkins de 1959, um amplificador Fender Bandmaster e um pedal de volume Edwards, todos presentes de Joe Walsh. Townshend começou sua carreira com um violão e gravou e escreveu regularmente com uma Gibson J-200.

### Baixo
Uma parte distintiva do som da banda original era o baixo principal de Entwistle, enquanto Townshend se concentrava no ritmo e nos acordes. Entwistle foi o primeiro uso popular de cordas Rotosound em 1966, tentando encontrar um som semelhante ao de um piano. Sua linha de baixo em "Pinball Wizard" foi descrita pelo biógrafo do Who, John Atkins, como "uma contribuição própria sem diminuir as linhas de guitarra"; ele descreveu sua parte em "The Real Me" de Quadrophenia, gravada em uma tomada, como "um solo de baixo com vocais". Os baixos de Entwistle incluem um "Frankenstein" montado a partir de cinco baixos Fender Precision e Jazz, e baixos Warwick, Alembic, Gretsch e Guild.

### Bateria
Moon fortaleceu ainda mais a reversão da instrumentação tradicional do rock ao tocar partes principais em sua bateria. Seu estilo estava em desacordo com os contemporâneos do rock britânico, como Mick Avory, do The Kinks, e Brian Bennett, do The Shadows, que não consideravam os tom-toms necessários para o rock. Moon usou kits Premier a partir de 1966. Ele evitou o chimbau e se concentrou em uma mistura de tom rolls e pratos.
O estilo de bateria conciso e de apoio de Jones contrastava fortemente com o de Moon. O Who inicialmente ficou entusiasmado em trabalhar com um baterista completamente diferente. Townshend declarou mais tarde: "nunca fomos capazes de substituir Keith" e Daltrey finalmente acreditou que Jones não era certo para a banda, embora ainda falasse bem dele como amigo e baterista. Starkey conhecia Moon desde a infância e Moon deu a ele sua primeira bateria. Starkey foi elogiado por seu estilo de jogo que ecoa o de Moon sem ser uma cópia.

### Composição
Townshend se concentrou em escrever letras significativas inspiradas em Bob Dylan, cujas palavras tratavam de outros assuntos além dos relacionamentos entre meninos e meninas que eram comuns na música rock; em contraste com o intelectualismo de Dylan, Townshend acreditava que suas letras deveriam ser sobre coisas com as quais as crianças pudessem se identificar. O material inicial focava na frustração e ansiedade compartilhada pelo público mod, que Townshend disse ser o resultado da "procurando por [seu] nicho". Pelo The Who Sell Out, ele começou a trabalhar narrativa e personagens em canções, que ele desenvolveu integralmente por Tommy, incluindo temas espirituais influenciados por Baba. A partir de meados da década de 1970, suas canções tenderam a ser mais pessoais, o que influenciou sua decisão de seguir carreira solo.
As canções de Entwistle, por outro lado, normalmente apresentam humor negro e temas mais sombrios. Suas duas contribuições para Tommy ("Cousin Kevin" e "Fiddle About") apareceram porque Townshend não acreditava que pudesse escrever canções tão "desagradáveis" quanto as de Entwistle.

## Relacionamentos pessoais
"Simplesmente não consegui falar com Pete e Roger. Não temos absolutamente nada em comum além da música."

—Keith Moon, 1965
Os membros são percebidos como tendo tido uma má relação de trabalho. Antes de Moon ingressar, Sandom era o pacificador e resolvia disputas. Moon, por outro lado, era tão volátil quanto Daltrey e Townshend. Entwistle era passivo demais para se envolver em discussões. O grupo estabeleceu sua reputação ao vivo e shows em parte devido à insegurança e agressão entre seus membros, e Townshend lembrou que todas as decisões tinham que ser tomadas democraticamente "porque sempre discordamos".

"Nós não somos amigos de jeito nenhum."

—Roger Daltrey, 1965
A única amizade genuína no The Who durante a década de 1960 foi entre Entwistle e Moon. Os dois gostavam do senso de humor um do outro e compartilhavam o gosto por boates. O jornalista Richard Green notou uma "química da ludicidade que iria além da ludicidade". O relacionamento deles diminuiu um pouco quando Entwistle se casou em 1967, embora eles ainda se socializassem em turnê. Quando Moon estava destruindo banheiros em hotéis, Entwistle confessou que "estava atrás dele com os fósforos".
O grupo discutia regularmente na imprensa, embora Townshend dissesse que as disputas foram amplificadas na imprensa e o grupo simplesmente achou difícil chegar a um acordo sobre as coisas. Tommy beneficiou mutuamente a posição de Townshend e Daltrey na banda por causa das composições do primeiro e da presença de palco do último, mas mesmo isso não os tornou amigos íntimos. A dupla brigou, principalmente em meados da década de 1970, sobre a direção do grupo. Durante seu tempo com a banda, Jones foi alvo de críticas intermitentes de Daltrey.
A morte de Entwistle em 2002 foi um choque para Townshend e Daltrey e os fez reavaliar seu relacionamento. Townshend disse que desde então ele e Daltrey se tornaram amigos íntimos. Em 2015, Townshend confirmou que a amizade deles ainda era forte, acrescentando que a aceitação das diferenças um do outro "nos trouxe um relacionamento realmente genuíno e compassivo, que só pode ser descrito como amor".

## Legado e influência
"A única coisa que me enoja no The Who é a maneira como eles quebraram todas as portas no corredor desconhecido do rock 'n' roll, sem deixar muito mais do que alguns destroços para o resto de nós reivindicarmos."

—Eddie Vedder
The Who é considerada uma das bandas de rock mais influentes do século XX. Suas aparições em Monterey e Woodstock ajudaram a dar-lhes a reputação de serem uma das maiores bandas de rock ao vivo e eles foram creditados como originadores da "ópera rock".
As contribuições do grupo para o rock incluem o Power chord, dedilhar do moinho de vento e o uso de ruídos de instrumentos não musicais, como feedback. A banda influenciou a moda desde seus primeiros dias com a adoção da pop art e o uso da Union Jack nas roupas. O incidente com a guitarra quebrada no Railway Hotel em 1964 é um dos "50 Momentos que Mudaram a História do Rock 'n' Roll" da revista Rolling Stone.
O Pink Floyd começou a usar o feedback de seus primeiros shows em 1966, inspirado no The Who, a quem consideravam uma influência formativa. Pouco depois de chegar a Londres em 1966, Jimi Hendrix visitou a loja de música da Marshall exigindo uma configuração de amplificador como o de Townshend e manipulou ruídos eletrônicos de uma forma que Townshend havia sido pioneira. Os Beatles eram fãs e socializavam com Moon, especialmente em meados da década de 1960. Em 1965, Paul McCartney disse que o The Who "é a coisa mais emocionante que existe" e se inspirou para escrever "Helter Skelter" no estilo "pesado" do grupo; John Lennon emprestou o estilo do violão em "Pinball Wizard" para "Polythene Pam". 
O alto volume do show ao vivo da banda influenciou a abordagem do hard rock e do heavy metal. Bandas de protopunk, punk rock e rock alternativo como MC5, The Stooges, Ramones Sex Pistols, The Clash, Green Day, e Pearl Jam citam o The Who como influência. Uma das primeiras influências do Queen, o guitarrista Brian May referiu-se ao The Who como "um dos nossos grupos favoritos". O The Who inspirou bandas de mod revival, particularmente The Jam, que ajudou outros grupos influenciados pelo The Who a se tornarem populares. The Who influenciou bandas de hard rock como Guns N' Roses. Em meados da década de 1990, bandas de Britpop como Blur e Oasis foram influenciadas pelo The Who. The Who também influenciou a banda pop punk Panic! at the Disco.
The Who inspirou muitas bandas de tributo; Daltrey apoiou The Whodlums, que arrecadam dinheiro para o Teenage Cancer Trust. Muitas bandas fizeram covers de músicas do The Who; A versão de Elton John de "Pinball Wizard" alcançou a posição N°7 nas paradas no Reino Unido.

### Na mídia
Durante os hiatos do The Who nas décadas de 1980 e 1990, Townshend desenvolveu suas habilidades como editor musical para ter sucesso financeiro com o The Who sem gravar ou fazer turnês. Ele rebateu as críticas de "venda" dizendo que licenciar as músicas para outras mídias permite uma exposição mais ampla e amplia o apelo do grupo.
O drama forense americano CSI (CSI: Crime Scene Investigation, CSI: Miami, CSI: NY, CSI: Cyber e CSI: Vegas) apresenta músicas do The Who como tema musical, "Who Are You", "Won't Get Fooled Again", "Baba O'Riley" e "I Can See for Miles", respectivamente. As músicas do grupo apareceram em outras séries de TV populares, como The Simpsons, e Top Gear, que teve um episódio em que os apresentadores foram encarregados de serem roadies da banda.
Filmes voltados para o rock, como Almost Famous, School of Rock e Tenacious D in: The Pick of Destiny referem-se à banda e apresentam suas músicas, e outros filmes usaram o material da banda em suas trilhas sonoras, incluindo Apollo 13 (que usou "I Can See For Miles") e Austin Powers: The Spy Who Shagged Me (que usou uma versão de "My Generation" gravada para a BBC). Várias faixas da banda apareceram no videogame Rock Band e suas sequências.

### Prêmios e indicações
The Who recebeu muitos prêmios e elogios da indústria musical por suas gravações e sua influência. Eles receberam o Lifetime Achievement Awards da Indústria Fonográfica Britânica em 1988, e da Fundação Grammy em 2001.
A banda foi incluída no Hall da Fama do Rock and Roll em 1990, onde sua exibição os descreve como "principais candidatos, na mente de muitos, ao título de Maior Banda de Rock do Mundo", e o UK Music Hall of Fame em 2005.
O single "My Generation" e os álbuns Tommy e Who's Next foram incluídos no Hall da Fama do Grammy. Em 2008, Pete Townshend e Roger Daltrey receberam o  Kennedy Center Honors como membros do The Who. Em 2009, My Generation foi selecionado para preservação no Registro Nacional de Gravações dos Estados Unidos.

Em 2003, a lista dos 500 melhores álbuns de todos os tempos da revista Rolling Stone incluía Who's Next no número 28, Tommy no número 96, The Who Sell Out no número 113, Live at Leeds no número 170, My Generation no número 236, Quadrophenia no número 266, e A Quick One no número 383. E em 2004, em sua lista das 500 melhores músicas de todos os tempos, a Rolling Stone incluiu "My Generation" no número 11, "Won't Get Fooled Again" no número 133, "I Can See for Miles" no número 258, "Baba O'Riley" no número 340, e "I Can't Explain" no número 371. A mesma publicação os classificou como o 29º maior artista de todos os tempos. Eddie Vedder escreveu em homenagem:
The Who começou como espetáculo. Eles se tornaram espetaculares. No início, a banda estava em puro modo de demolição; mais tarde, em álbuns como Tommy e Quadrophenia, combinou essa energia bruta com precisão e desejo de completar experimentos musicais em grande escala. Eles perguntaram: "Quais eram os limites do rock & roll? O poder da música poderia realmente mudar a maneira como você se sente?" Pete Townshend exigia que houvesse valor espiritual na música. Eles eram uma banda incrível cujo principal compositor estava em busca de razão e harmonia em sua vida. Ele compartilhou essa jornada com o ouvinte, tornando-se uma inspiração para que outros buscassem seu próprio caminho. Eles fizeram tudo isso ao mesmo tempo em que estavam no Guinness World Records como a banda mais barulhenta do mundo... A relação compositor-ouvinte se aprofunda depois de todos os anos. Pete viu que uma celebridade do rock é encarregada pelo público de uma função do tipo: “Você fica aí e nós nos conheceremos”. Não "Você fica aí e nós lhe pagaremos muito dinheiro para nos manter entretidos enquanto comemos nossas ostras". Ele viu que a conexão poderia ser profunda. Ele também percebeu que o público poderia dizer: “Quando terminarmos com você, iremos substituí-lo por outra pessoa”. Para mim e tantos outros (incluindo lojistas, capatazes, profissionais liberais, mensageiros, coveiros, diretores, músicos), eles não serão substituídos. Sim, Pete, é verdade, a música pode mudar você.

Roundel do The Who

## Membros

### Membros atuais
- Roger Daltrey – vocais principais e backing vocals, guitarra rítmica, gaita, percussão, ukulele (1962–1983, 1985, 1988, 1989, 1996–presente)
- Pete Townshend – guitarra base e guitarra solo, backing vocals e vocais principais, teclados (1962–1983, 1985, 1988, 1989, 1996–presente)

### Ex-membros
- John Entwistle – baixo, trompas, backing e vocais principais (1962–1983, 1985, 1988, 1989, 1996–2002; sua morte)
- Keith Moon – bateria, backing e vocal principal (1964–1978; sua morte)
- Doug Sandom – bateria (1962–1964; falecido em 2019)
- Colin Dawson – vocais principais (1962–1963)
- Gabby Connolly – vocais principais (1963)
- Kenney Jones – bateria (1978–1983, 1985, 1988)

### Músicos de turnê atuais
- Billy Nicholls – backing vocals (1989, 1996–1997, 2019–presente)
- Zak Starkey – bateria, percussão (1996-presente)
- Simon Townshend – guitarra, backing vocals (1996–1997, 2002–presente)
- Loren Gold – teclados, backing vocals (2012–presente)
- Jon Button – baixo (2017-presente)
- Keith Levenson – coordenador musical, maestro (2019-presente)
- Katie Jacoby – violinista principal (2019-presente)
- Audrey Q. Snyder – violoncelista principal (2019-presente)
- Emily Marshall - teclados, regente associado (2019-presente) [442]

### Ex-músicos em turnê
Para uma lista completa, veja ex-membros de turnê
- John Bundrick – teclados (1979–1981, 1985, 1988, 1989, 1996–2011)
- Simon Phillips – bateria (1989)
- Steve Bolton – guitarra (1989)
- Pino Palladino – baixo (2002–2017)
- John Corey – teclados, backing vocals (2012–2017)
- Frank Simes – teclados, bandolim, banjo, percussão, backing vocals, diretor musical (2012–2017) [443]

## Discografia

### Álbuns de estúdio
- My Generation (1965)
- A Quick One (1966)
- The Who Sell Out (1967)
- Tommy (1969)
- Who's Next (1971)
- Quadrophenia (1973)
- The Who by Numbers (1975)
- Who Are You (1978)
- Face Dances (1981)
- It's Hard (1982)
- Endless Wire (2006)
- Who (2019)

## Turnês e apresentações

### Headlining Anos 1960–1990
- Apresentações de 1962–1963
- Tommy Tour
- The Who by Numbers Tour
- Turnê de 1979
- Turnê de 1980
- Turnê de 1981
- Turnê de 1982
- Reuniões de 1985 e 1988
- The Kids Are Alright Tour
- Apresentações de 1999

### Headlining Anos 2000–2010
- Turnê de 2000
- Aparição no The Concert for New York City de 2001
- Turnê de 2002
- Turnê de 2004
- Aparição no Live 8 de 2005
- Turnê de 2006–2007
- Turnê de 2008–2009
- Apresentações de 2010
- Apresentações de 2011
- Quadrophenia and More
- The Who Hits 50!
- Back to the Who Tour 51!
- 2017 Tommy & More
- Turnê de 2017
- Moving On! Tour
- The Who Hits Back![444]